# Корейская региональная кухня

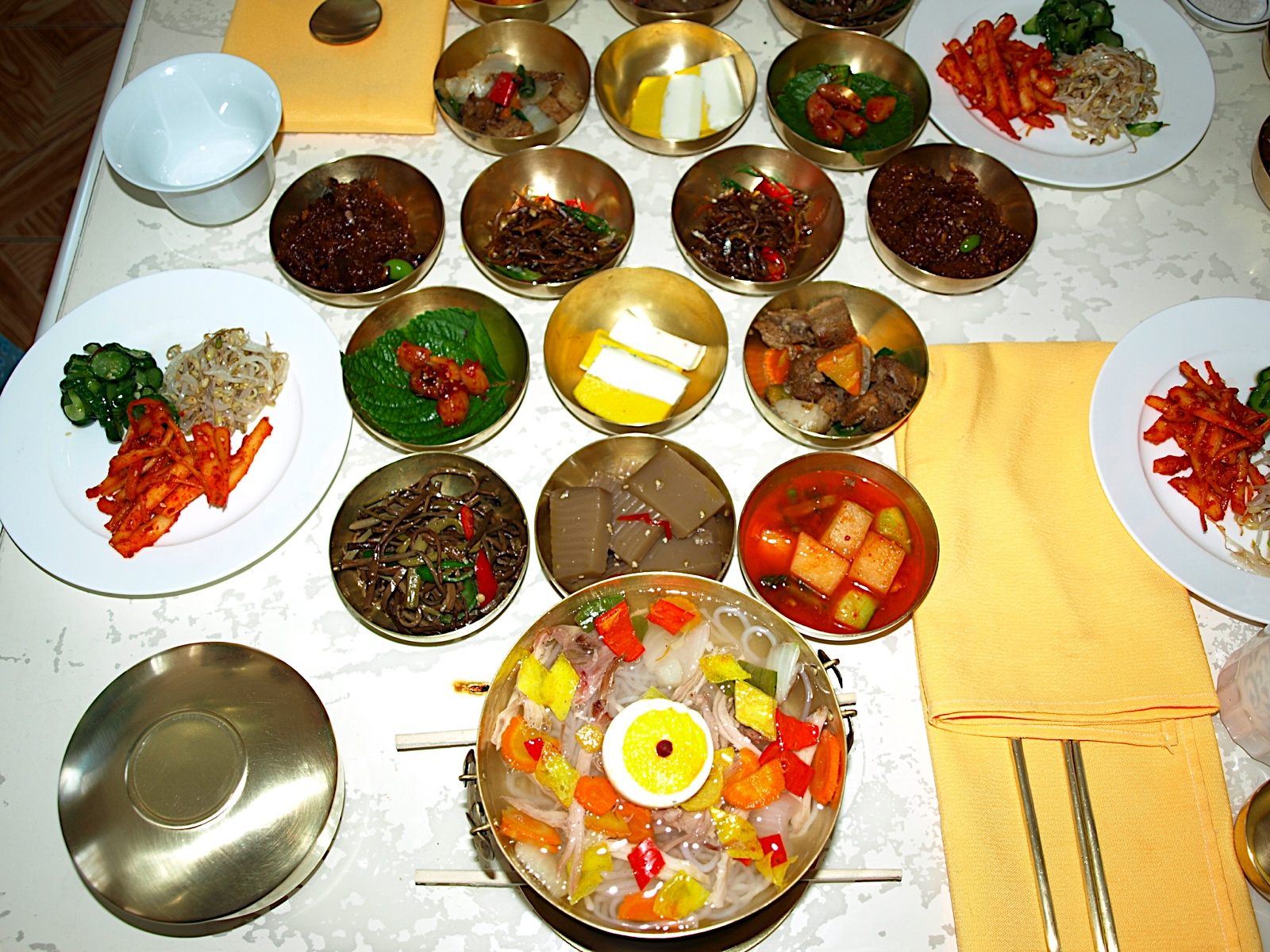
Ресторан в Кантхо (Северная Корея)

Корейская региональная кухня (кор. 향토음식, Концевич «хянтхо ымсик», букв. «местные блюда» — блюда, которые распространены только в одном регионе Кореи, являясь при этом частью корейской кухни. Распространение блюд соответствует древним границам провинций Кореи до раздела. Кулинарные традиции региональной кухни сохраняются и в XXI веке.
До разделения на Северную и Южную Корею в 1948 году в стране было восемь провинций (пхальдо), которые появились ещё в династию Чосон. Север Кореи представляли провинции Хамгёндо, Пхёнандо и Хванхэдо. Центральный регион — Кёнгидо, Чхунчхондо и Канвондо. Кёнсандо и Чолладо относились к южному региону.
Вплоть до конца XIX века транспортная сеть была малоразвита, и каждая провинция сохраняла собственные характе́рные методы приготовления пищи и ингредиенты. Продукты питания зависели от местного климата и типа обработки земли. С развитием логистики и появлением в наличии иностранных продуктов различия в корейской региональной кухне начали размываться. Однако всё ещё существует множество традиционных региональных блюд.

## Север Кореи

### Пхёнандо

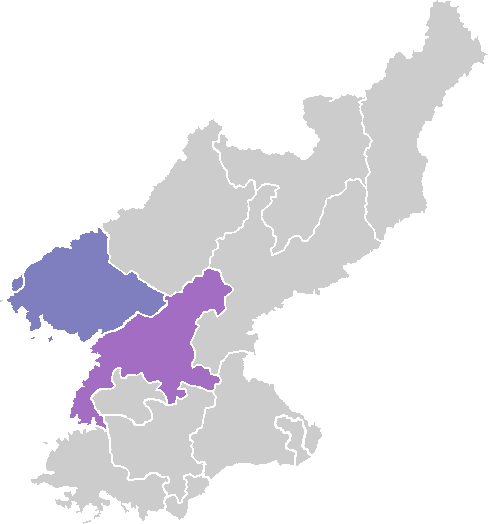

Кухня Пхёнандо издревле подвергалась влиянию маньчжурской кухни, впитав её особенности. Блюда подаются большими порциями, чтобы стол выглядел богатым и обильным. Чобап, смесь варёного на пару́ риса и проса, обычно заменяет ссальбап (паровой рис). В кухне Пхёнандо многие блюда готовятся с зерном, его добавляют в муку, например, для лапши, особенно нэнмён (холодная гречишная лапша) и манду (вареники). Основной вкус блюд — пресный, зимняя кухня содержит много жира. Кимчхи Пхёнандо делают, в основном, из дайкона, зелёного лука и пекинской капусты. В таком кимчхи много воды, поэтому его используют как подливку для нэнмёна.
Типичные блюда — кукпап (суп с рисом), кимчхи мари (холодный кимчхи с рисом),, такчук (каша с курицей), пхёнъан нэнмён (местная разновидность нэнмёна), обок чэнъбан (зельц на бронзовом блюде), канънянъ куксу (кукурузная лапша в холодном супе), пхёнъан мандугук (суп с манду по-пхёнъански), и кульманду (маленькие манду без оболочки).
Панчханы пхёнъана — ттокттоки чабан (мелко нарезанная говядина с приправами), мучхонъгом (тушёные листья дайкона с говядиной), чхонъгукчанъ (соевая паста), кочхуджан поккым (быстро обжаренное на раскалённом масле мясо), твэджи кокчон (свиные оладьи), нэнчхэ (салат), ёнбён кимджанъ кимчхи (кимчхи из Ёнбёна), каджи кимчхи (маринованные баклажаны), пэк кимчхи (кимчхи без красного перца) и ккотке ччим (паровой краб Portunus trituberculatus). Ои тоджанъгук (суп с соевой пастой и огурцом), нэпотханъ (тушёное блюдо с кимчхи и свиными внутренностями) — местные типичные супы и тушёные блюда.
Тток, пирожок из клейкого риса, имеет множество необычных названий, в среднем тток из Пхёнъана больше, а его форма проще, чем у сеульских тток: сонъги тток — со внутренним слоем коры сосны, «сонъги» — это кора сосны, которую перетирают в муку и замешивают с клейким рисом. Тесто варится на пару́ или начиняется тёртыми сосновыми семенами и обжаривается в кунжутном масле; кольми тток (тток в форме напёрстка), ккоджанъ тток (тток, покрытый истолчёнными варёными бобами), ппонъ тток (тток с листьями шелковицы), нидорэми (тток, покрытый тёртой адзуки), чогэ сонъпён (тток с разнообразными начинками). Нотти — ещё один из известных типичных видов ттока в Пхёнъане и Хванхэдо; для его приготовления сперва отбивают засахарившееся тесто из пшена, а затем обжаривают кусочки теста на масле.
Пхёнъанские сладости (хангва) — кваджуль (жареное тесто с мёдом), ёт (сладости). Тхэсик — ещё одна разновидность «хангва», смесь жидких «ёт» и мису (варёная на пару́ и высушенная мука из смеси зерна и бобов).

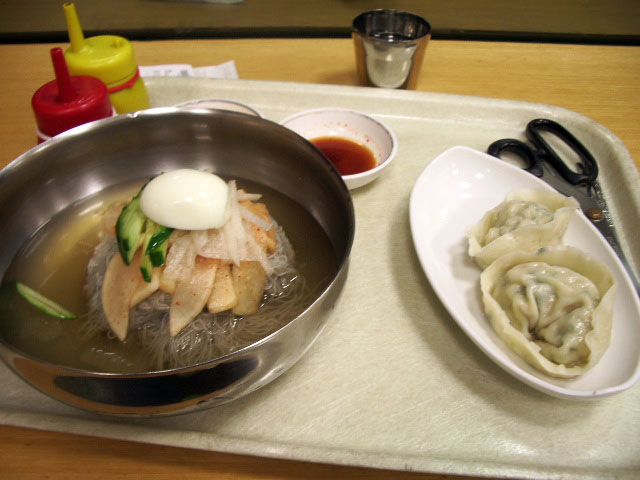
Муль нэнмён (холодный суп с гречишной лапшой) и манду.
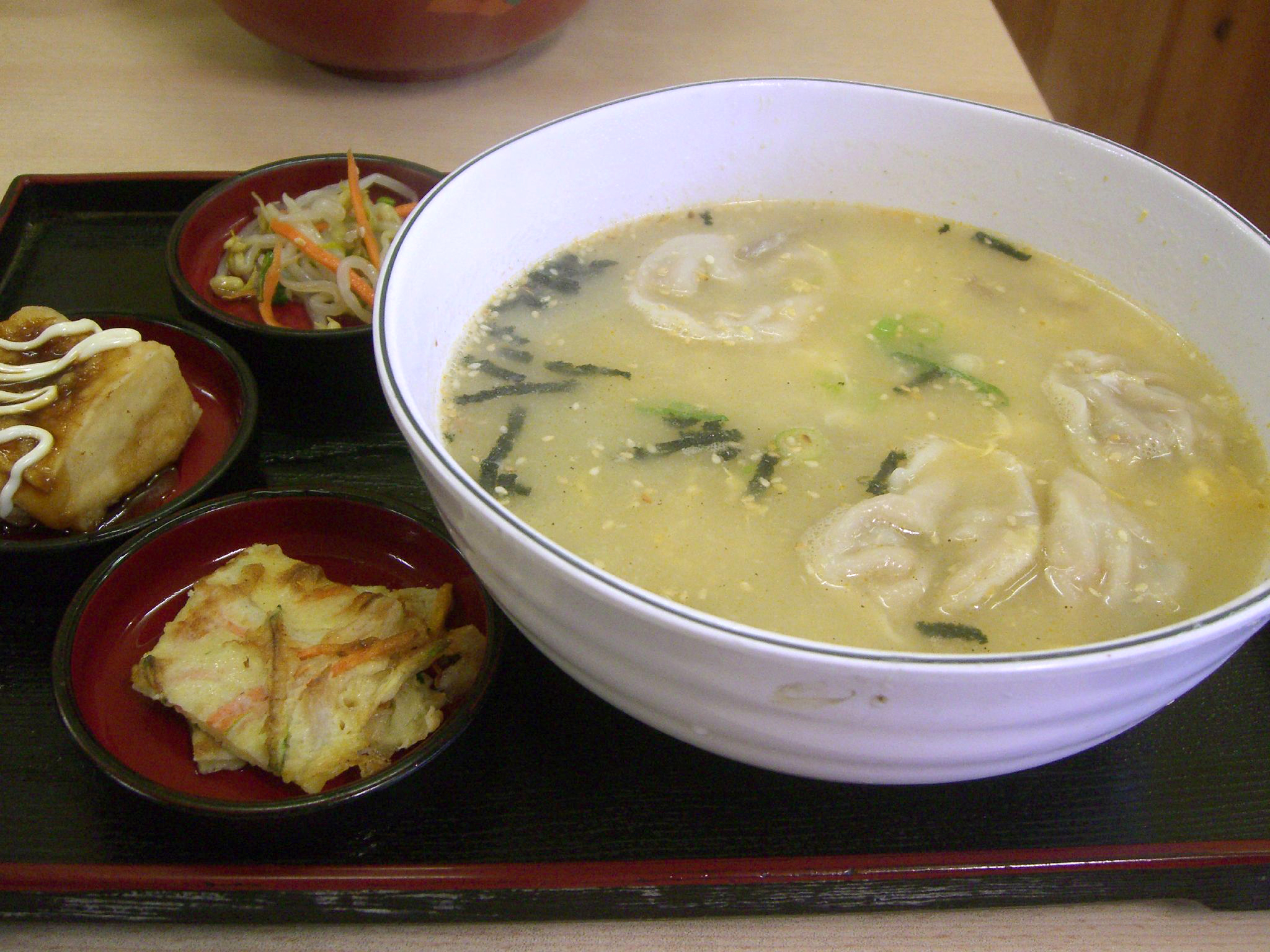
Мандугук, суп с манду.
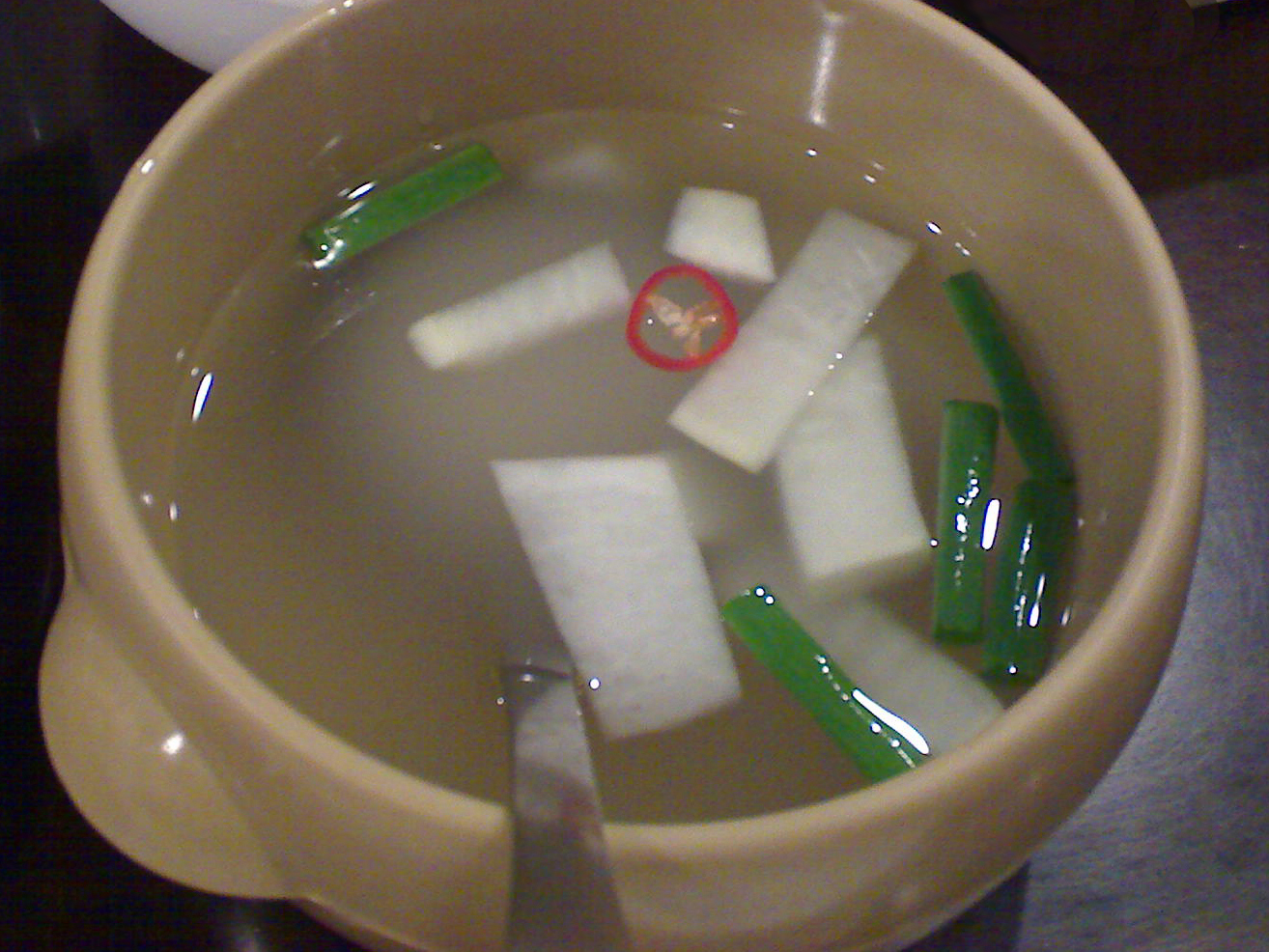
Тонъчхими, вид кимчхи.
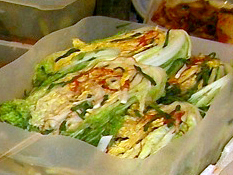
Пэк кимчхи, кимчхи без красного перца.
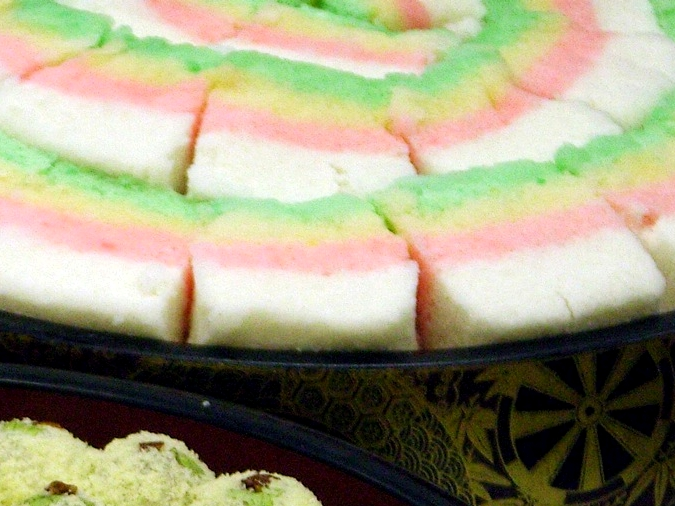
Муджигэ тток, радужный тток.

### Пхеньян

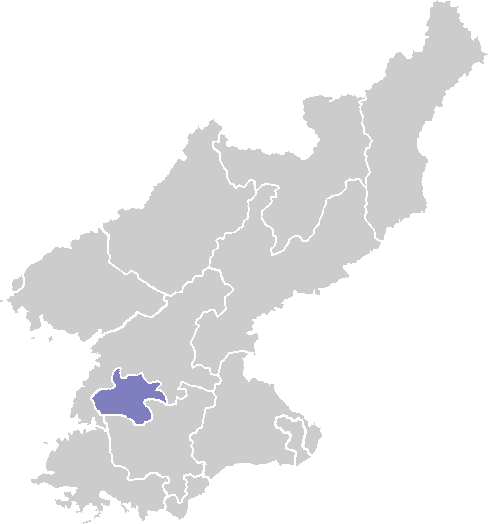
Карта Пхеньяна

Пхеньян (кор. 평양, пхёнъянъ), столица Северной Кореи, был также столицей Кочосон, а затем — центром Пхёнъана до 1946 года. Кухня Пхеньяна, таким образом, имеет много общего с пхёнъанской. Самое известное местное блюдо — «пхёнъянъ нэнмён» (также называется «муль нэнмён»). Нэнмён — это «холодная лапша», а «муль» — «вода», муль нэнмён подаётся в холодном супе. Пхеньянский нэнмён традиционно ели до́ма в холодный сезон. Корейские дома оборудуют обогревателями ондоль, так что пхеньянский нэнмён иронически называют «пхёнъянъ тольдори» (кор. 평양덜덜이, буквально «дрожать в Пхеньяне»). Пхеньянцы ели такой суп в качестве хэджангука, то есть, супа для снятия похмелья.
Ещё одно характе́рное пхеньянское блюдо — тэдонъганъ сунгогук, «суп с форелью реки Тэдонган». Кроме форели в него добавляют чёрный перец и соль. Его подавали важным гостям города. Вопрос: «Как вам форелевый суп?» используется для приветствия вернувшихся из Пхеньяна. Кроме того, «пхёнъянъ онбан» (буквально «пхеньянский тёплый рис») — это тоже местное блюдо. В него входит свежий рис, на который выкладывают порезанные грибы и курятину, а также несколько пиндэтток (тток из растёртых бобов мунг и овощей).

### Хамгёндо

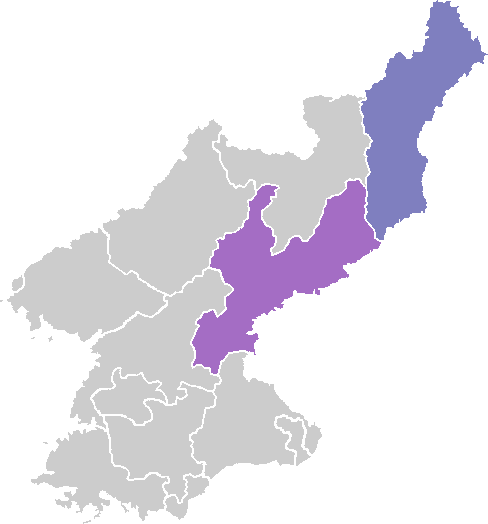

Хамгёндо также контролируется Северной Кореей. Это самый северный регион Корейского полуострова, с запада окружённый обрывистыми горами, а на востоке выходящий к Японскому морю. Здесь развито выращивание зерна, и урожай включает высококачественные пшено, ежовник, майло, пайза, соя и кукуруза. В отличие от южнокорейских, местные пшено и майло содержат больше клейковины и имеют более приятный вкус. Картофель и кукуруза тоже имеют высокое качество, поэтому из них делают лапшу. В Японском море ловят сайду и другую рыбу.
Хамгёнская кухня несолёная, но острая: в готовке широко используется чеснок и красный перец. Второе название соуса из кочхуджана с дайконом и репчатым луком, «тадэги», происходит из этого региона. Хамхунъ нэнмён, холодный суп с лапшой, готовят с этим соусом. Родина блюда — Хамхын, Хамгён-Намдо, его подают с топпингом из хве с острыми соусами. Тот же суп в Хамгён-Пукто готовят менее острым, чем в Хамгён-Намдо. В бывшем Хамгёндо всё ещё употребляют много дикорастущих растений.
Типичные основные блюда хамгёндоской кухни — чапкокпап (каша из смеси зерновых), ччинджобап (варёное на пару́ сорго), так пибимпап (рис с овощами и полосочками куриного мяса), оллин конъджук (каша из замороженной сои) и оксугук (кукурузная каша). Кариткук — суп из говяжьих рёбрышек с юкхве, сырым мясом. Помимо «муль нэнмёна» в регионе популярна камджа куксу (картофельная лапша). Камджа маккари манду — манду из растёртого картофеля.

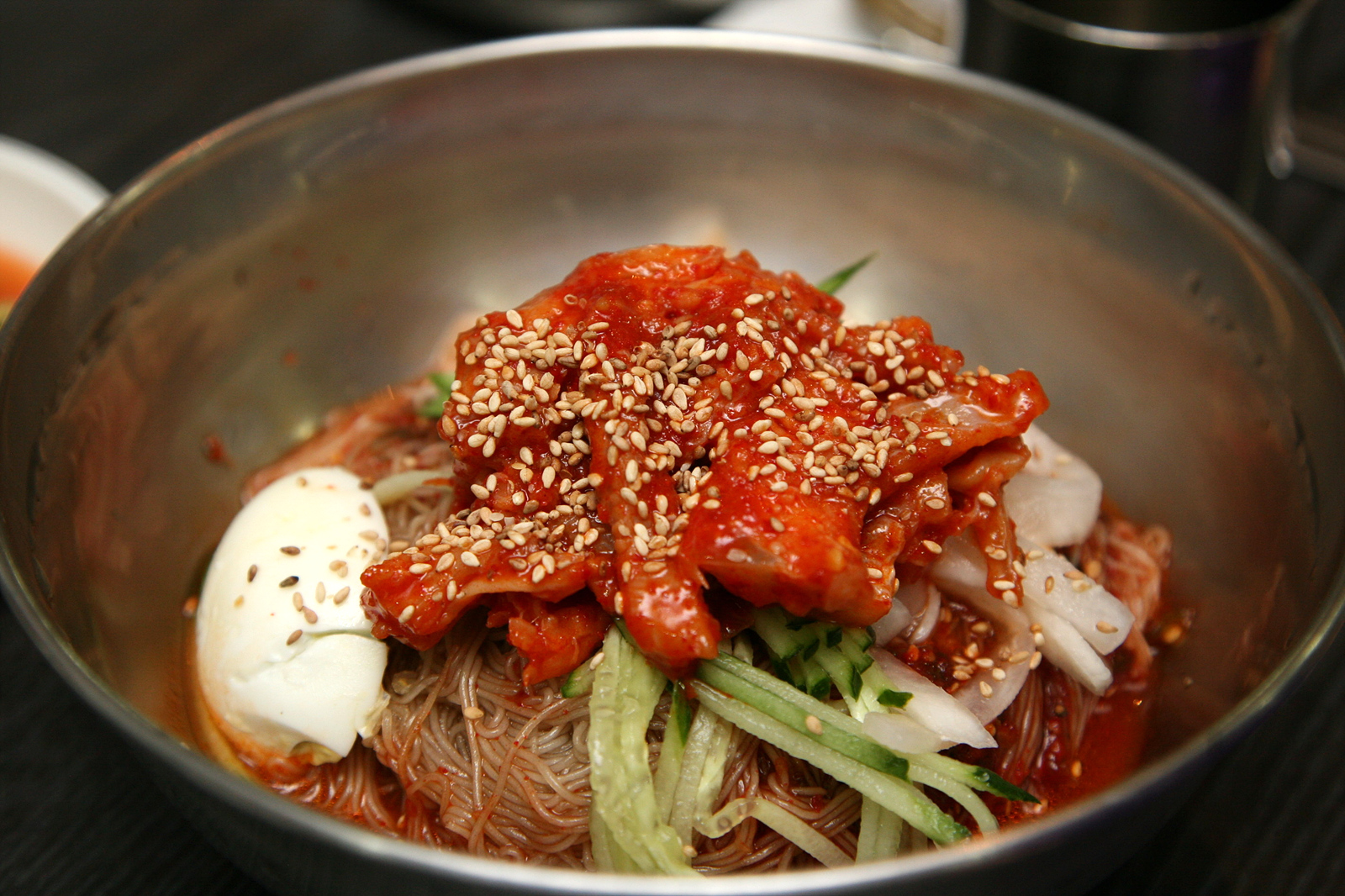
Хве нэнмён, холодный и острый суп с гречишной лапшой и хве.
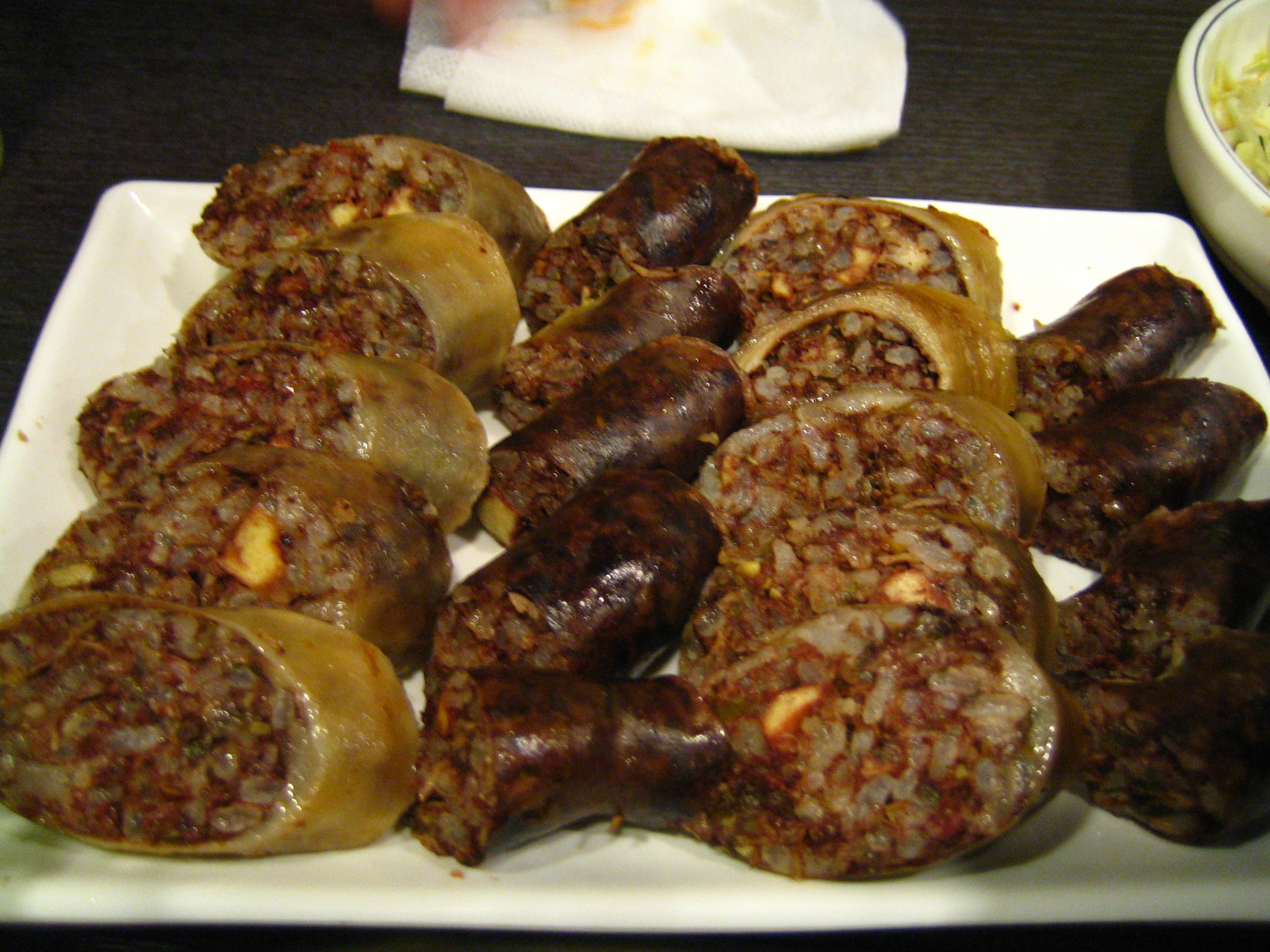
Сундэ, корейская кровяная колбаса.
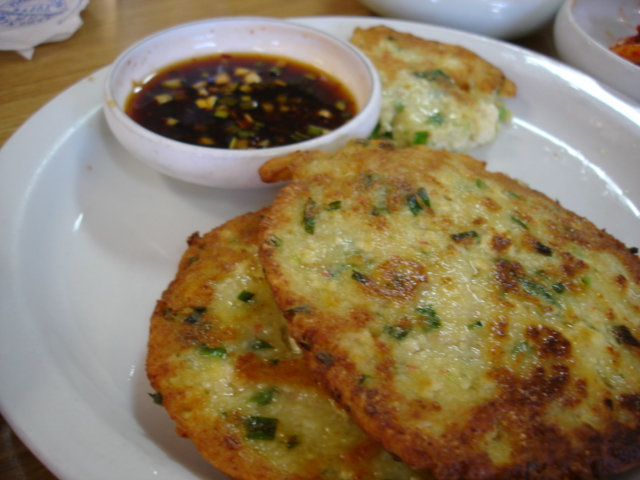
Тубуджон, оладьи с тофу.
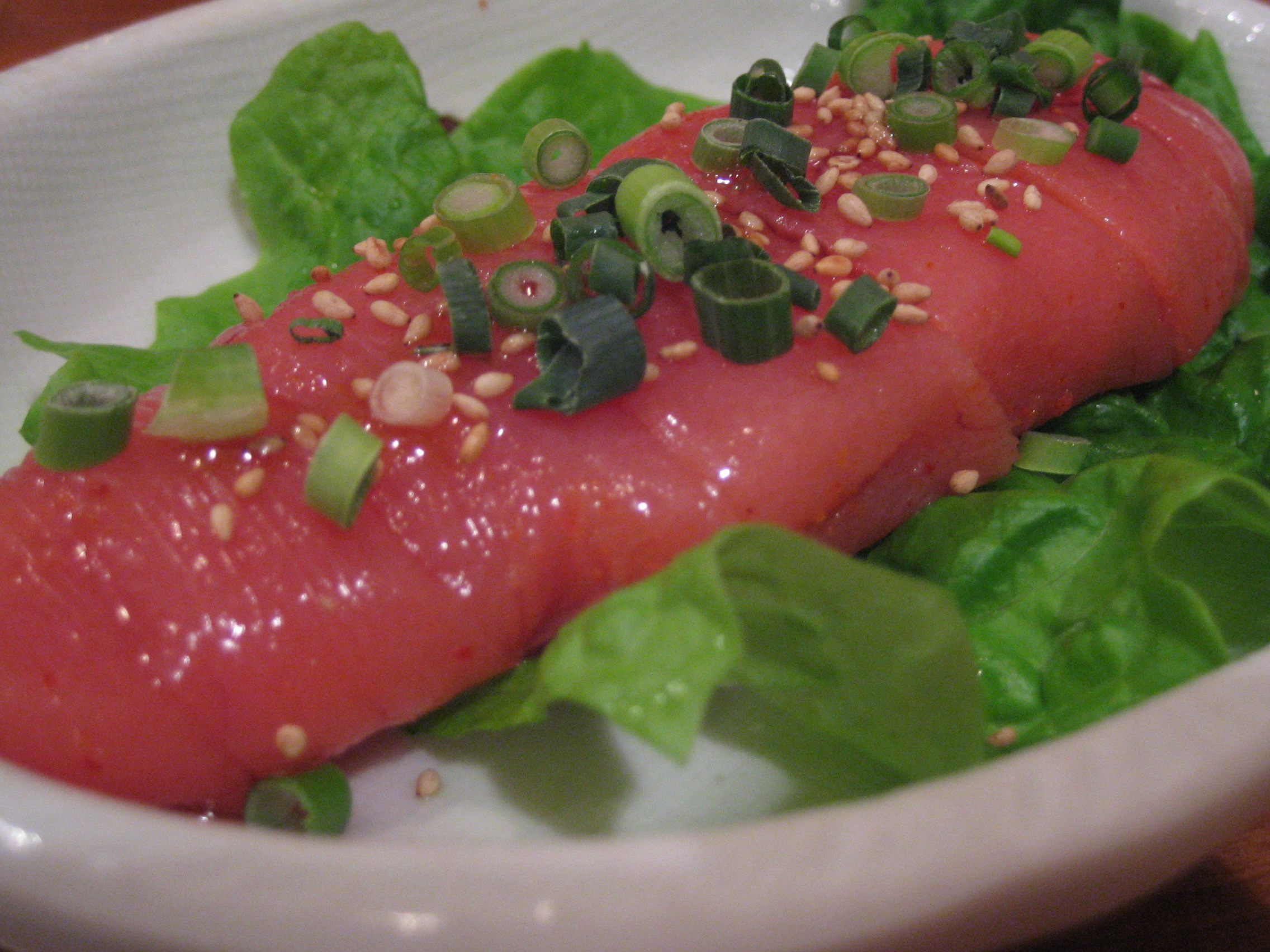
Мёнъран чот, хве из икры сайды.
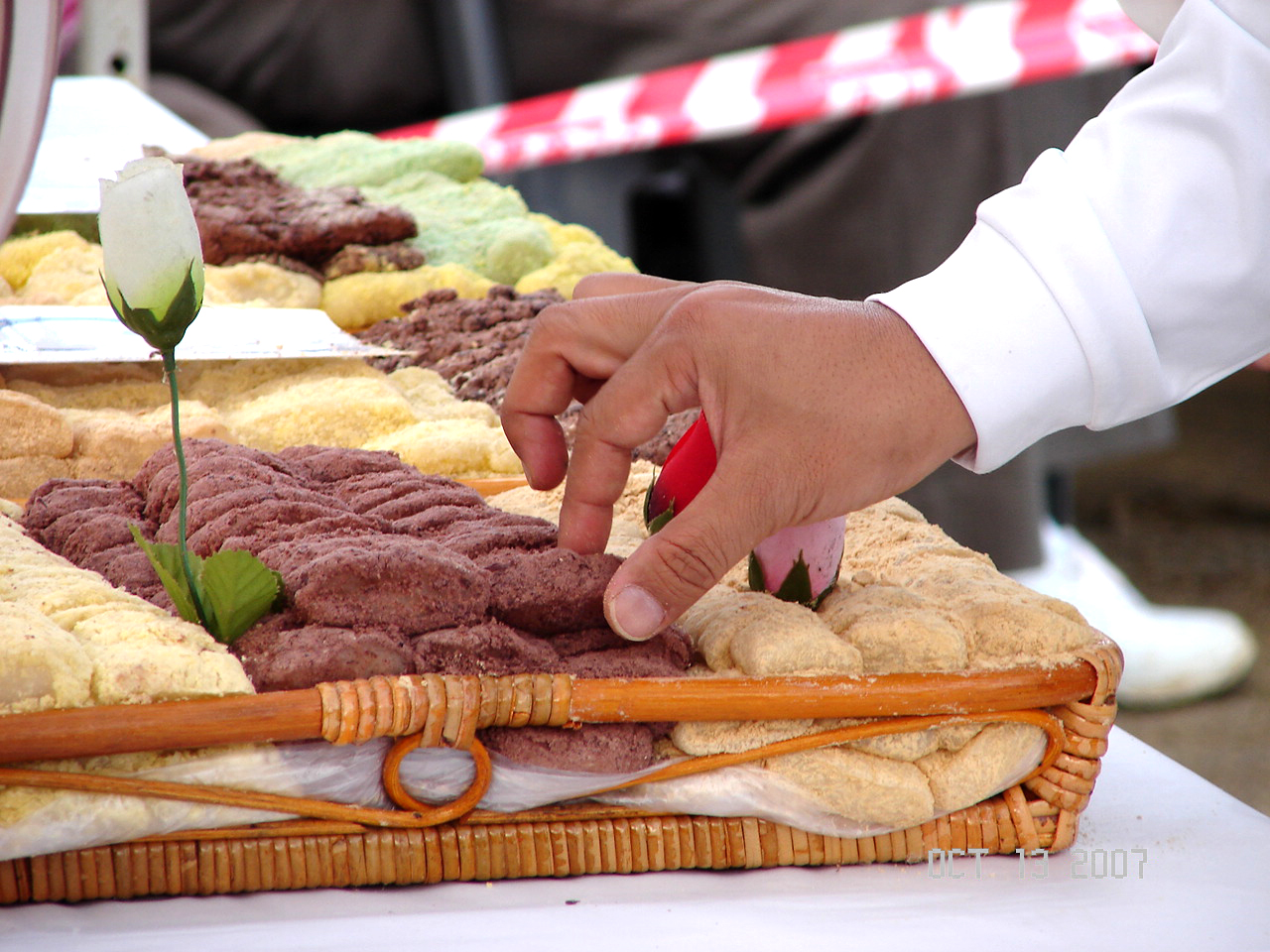
Инджольми, сладость из клейкого риса с бобовой пудрой.

### Янгандо и Чагандо

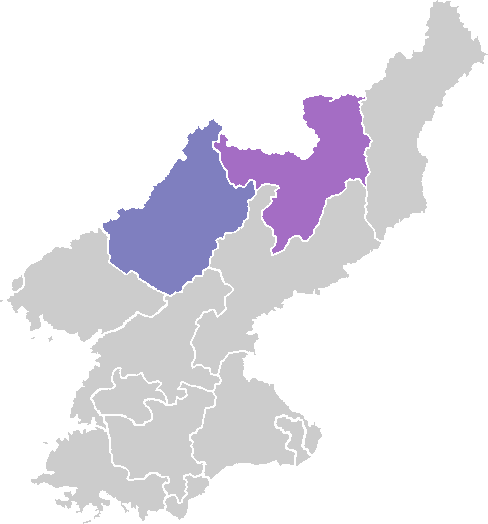

Северокорейские провинции Янгандо и Чангандо были частью Хамгёндо и Пхёнандо до 1954 года. Эти гористые провинции без выхода к морю граничат с Китаем на севере. Листья горчицы («кат») употребляются вместо пекинской капусты, которая плохо растёт в этом регионе. Листья сарептской горчицы являются основным овощем на протяжении многих веков, из неё делают «кат кимчхи», который употребляют зимой. Кат кимчхи обладает освежающим приятным вкусом, который не исчезает при хранении. Кроме того, в этом регионе широко культивируют картофель, поэтому в местной кухне множество картофельных блюд, до 80 разновидностей. Характе́рные картофельные блюда — камджа нонъмаль куксу, лапша из кукурузного крахмала, камджа тток, тток из растёртого картофеля, камджатханъ чорим, тушёный картофель, камджа нонъмаль канъджонъ, жаренный картофельный крахмал, сладость. Лапша камджа нонъмаль куксу твёрдая и упругая. Лапшу подают с мелконарезанным зелёным луком, чесноком, кунжутными семенами, соевым соусом и кунжутом с солью. Ломтики кимчхи, маринованного и парового свиного и говяжьего мяса, нарезанные огурцы используются в качестве топпинга. Бульон подают отдельно.
Сусутток — региональное блюдо, специализация Чагандо, готовится из сорго, кукурузной клейковины, соевых бобов, кунжутных семян и бобов адзуки. Его подают с кимчхи и намуль. Из сорго готовят разнообразные блюда, например, сусу ччим (оладьи). Население собирает горные фрукты.

### Хванхэдо

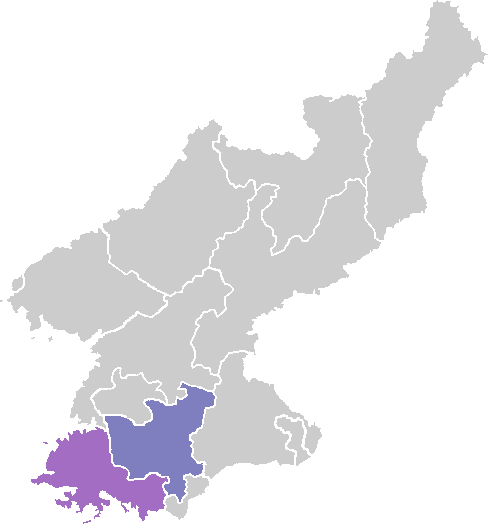

Старая провинция Хванхэдо в 154 году была разделена на две: Южный Хванхэ и Северный Хванхэ. На широких равнинах Ёнбэк и Чхэнён выращивается основное количество северокорейского зерна. Хорошее качество зерна означает хороший корм для скота, поэтому местное мясо также считается вкусным. Почти в каждом доме разводят кур, и курятина — частый ингредиент хванхэдоских блюд, с ней готовят лапшу и манду (вареники). В прибрежном районе из Жёлтого моря получают много соли. Благодаря климатическим условиям, местное кимчхи имеет ясный и освежающий вкус, солёную воду из него используют для приготовления супов. Жидкость из «тонъчхими» используют для приготовления супа с нэнмёном, а также размешивают в рисе с чили — это обычная ночная закуска. Хванхэдоская кухня проста и вкусна, местные манду больше размером, а блюда в целом меньше украшают. Основной вкус похож на чхунчхондоский
Самое известное блюдо Хванхэдо — хэджу пибимпап придуманный в Хэджу. Состоит из жареного риса с кусочками свинины, намуля и курятины. Прочие местные блюда — ссальбап (рис на пару́), сеарибан (каша из трёх злаков), чапкокпап (каша из нескольких видов зерна), кимчхибап (рис с кимчхи) и пиджибап (рис с окара, побочным продуктом приготовления тофу).

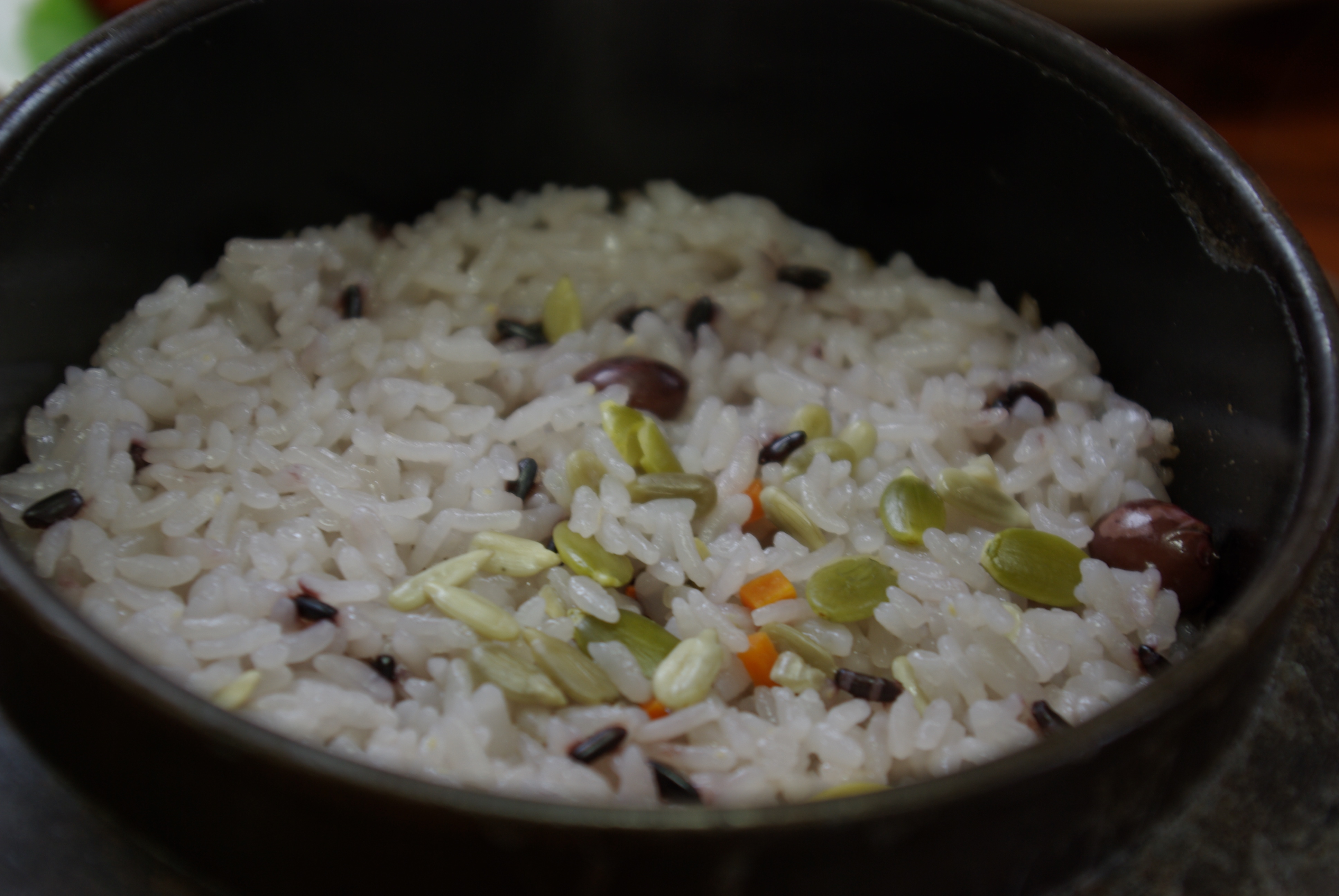
Чапкокпап.
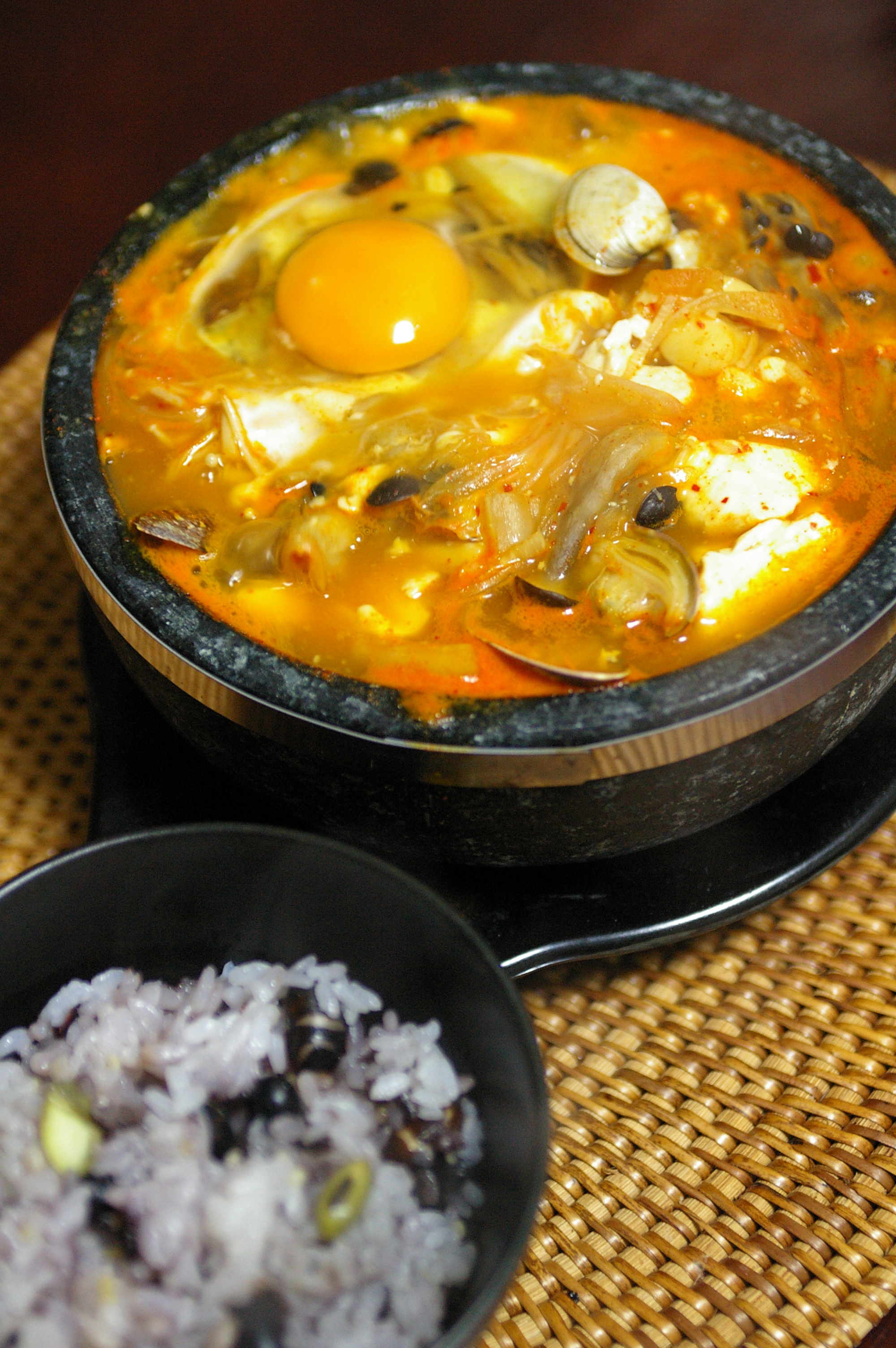
Сундубу ччигэ, острое рагу с мягким тофу.
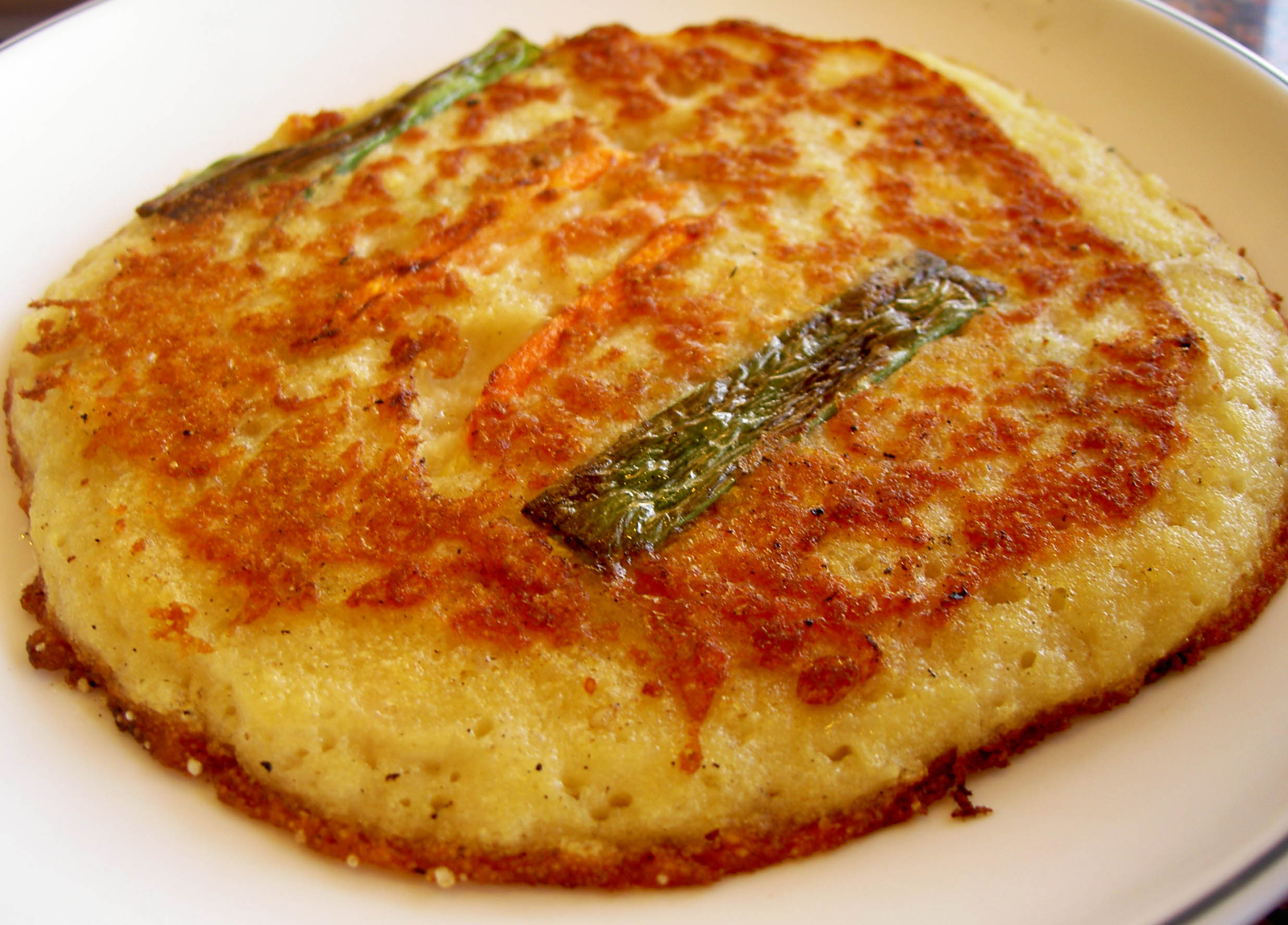
Пиндэтток, тток из бобов мунг.
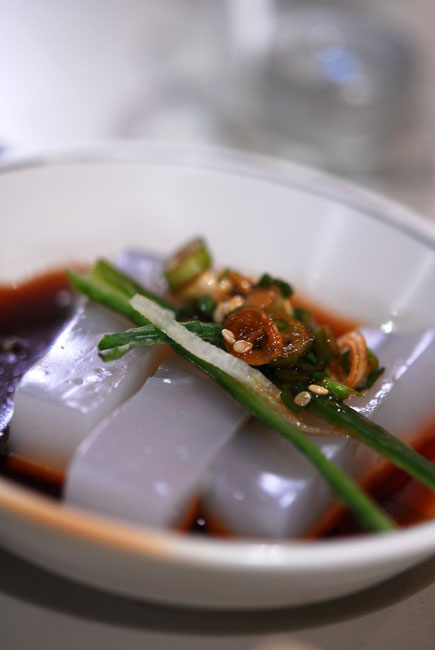
Чхонъбомук, желе из крахмала бобов мунг.

## Центральная Корея

### Канвондо
В северокорейской Канвондо и южнокорейской одноимённой провинциях основные ингредиенты — картофель, кукуруза, гречиха и водоросли. Основные блюда готовят из картофеля и кукурузы, типичные блюда — чхунчхон таккальби, канънэнъги пап (паровой рис с кукурузой), маккуксу (гречишная лапша в остром холодном бульоне), пхаткуксу (лапша в супе из адзуки), камджа онъсими (суп с картофельными варениками), панъпхунъджук (каша с Glehnia littoralis), канънэнъги помбок (толчёная варёная кукуруза с зерном), а также камджа помбок (толчёный варёный картофель с зерном).

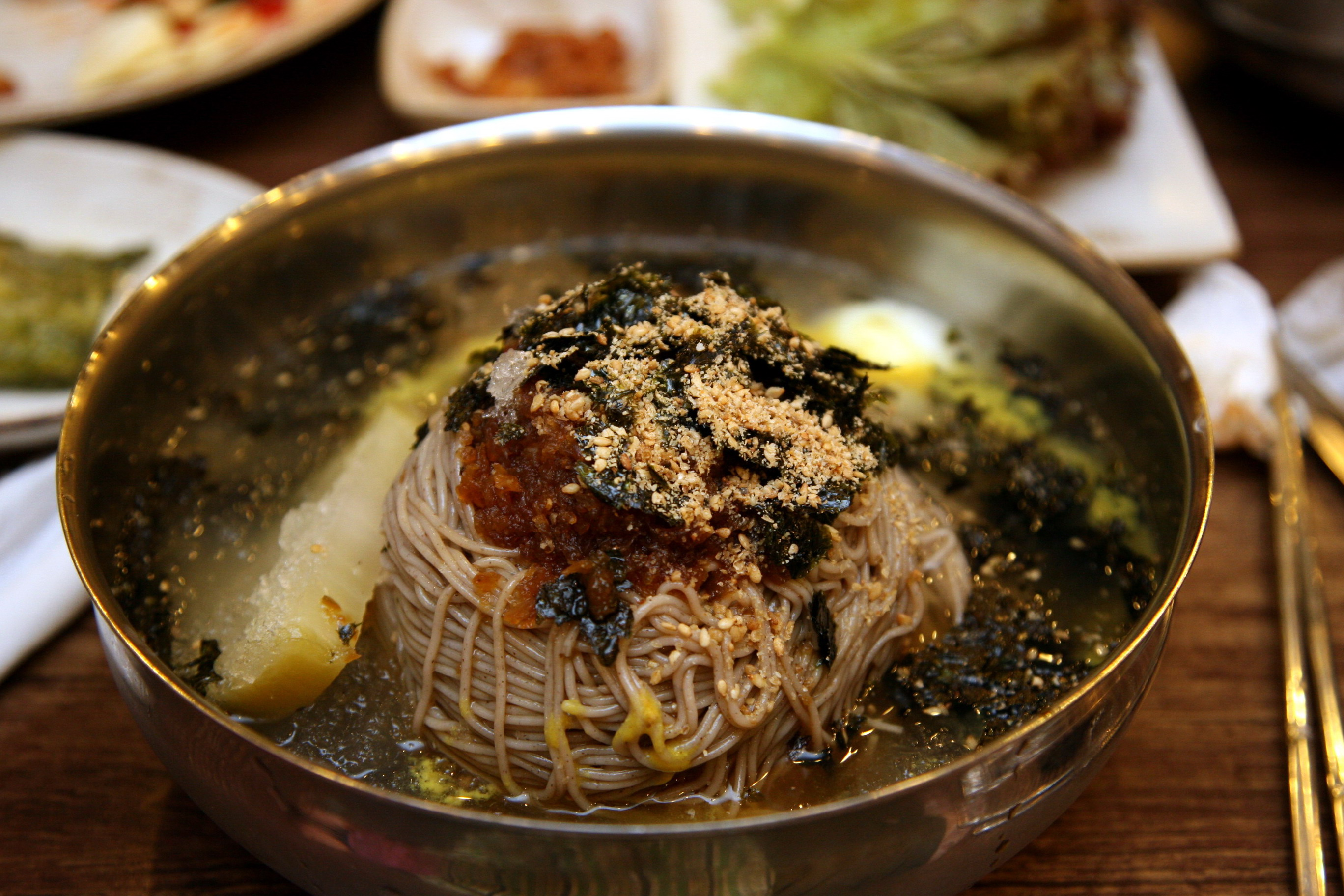
Маккуксу.
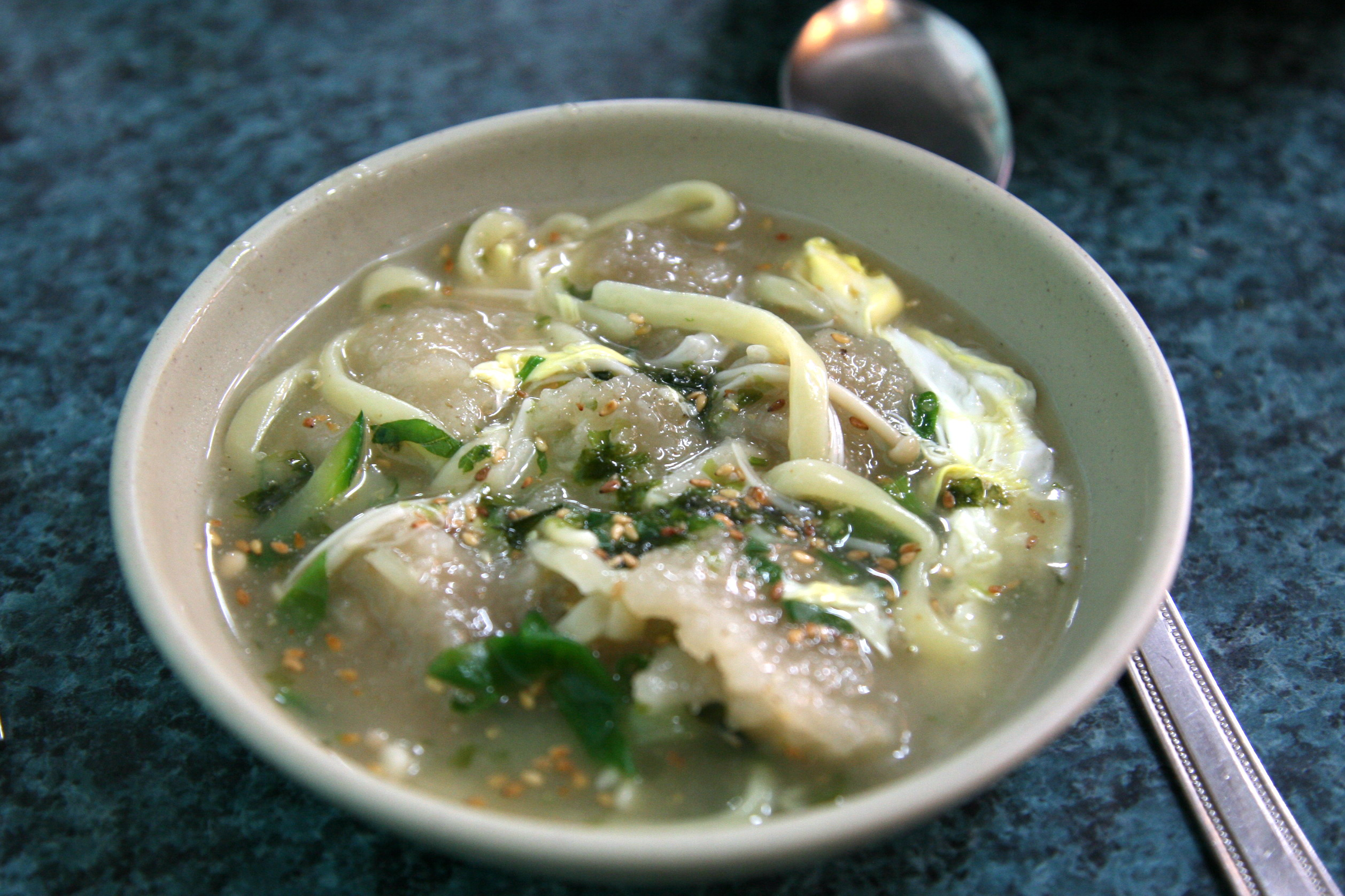
Миска камджа онъсими.
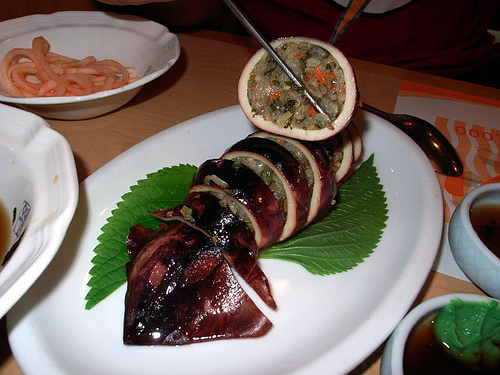
Оджинъо сундэ, вид кровяной колбасы, с кальмаром и добавками.
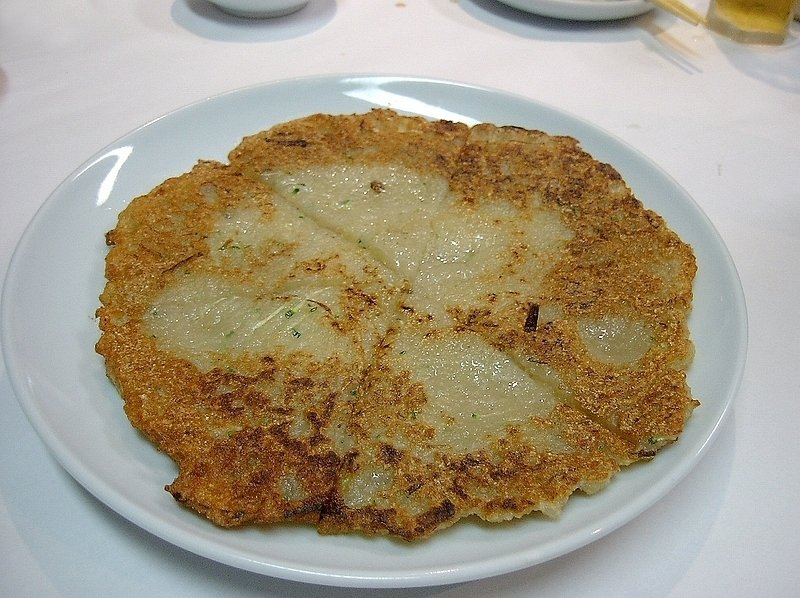
Камджаджон, картофельные оладьи.
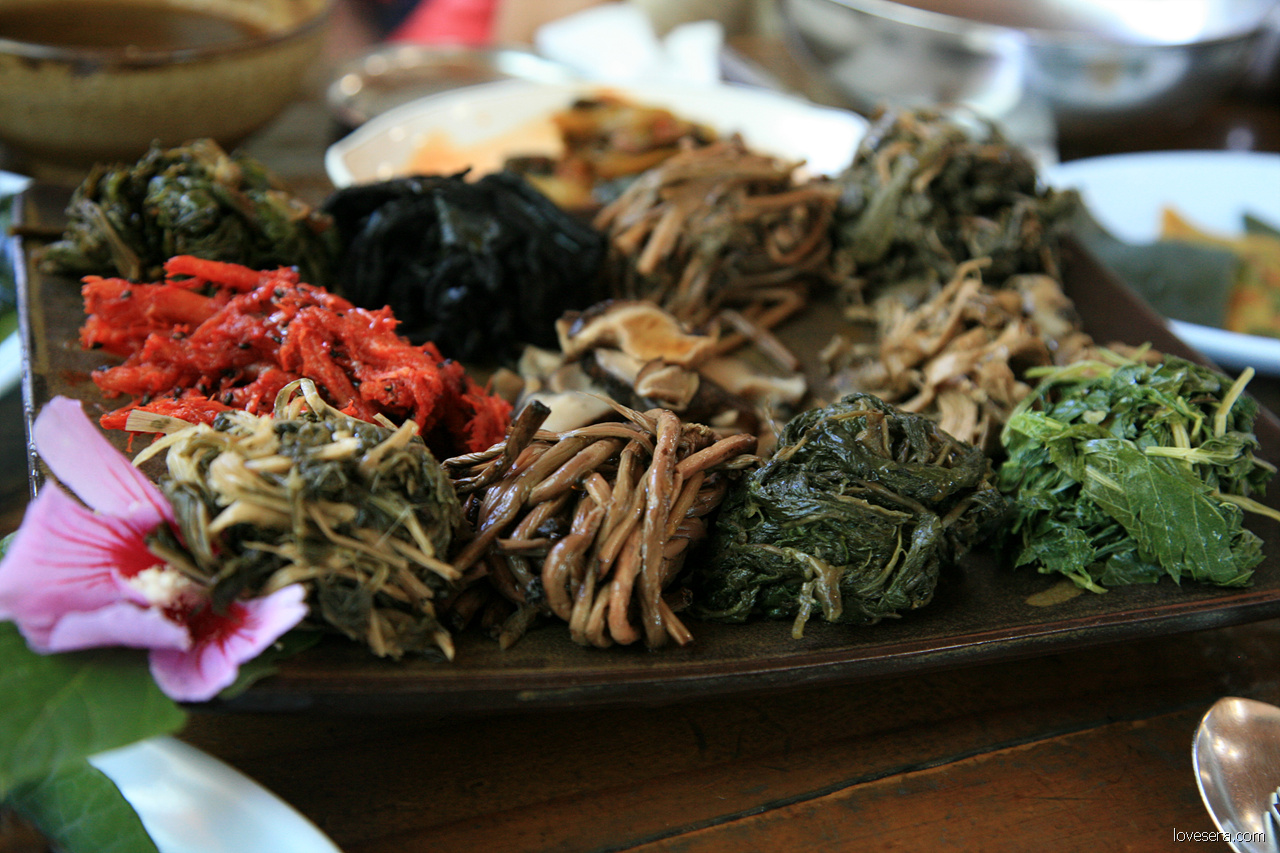
Намуль.

### Кэсон

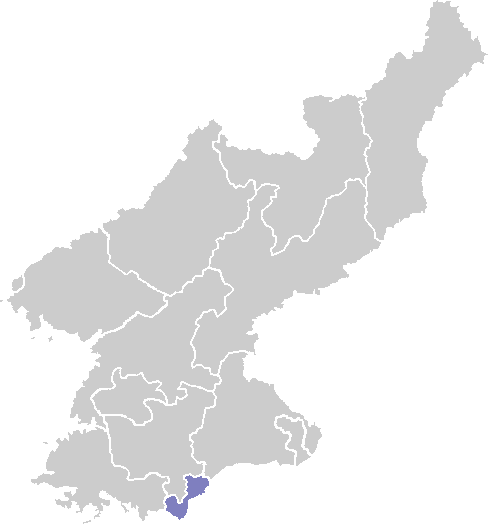
Кэсон

Так как Кэсон был столицей Корё в течение почти 500 лет, местная кулинарная традиция хорошо проработана. Роскошные блюда Кэсона сравнивают с шиком сеульской и чолладоской кухонь. Кэсонская кухня считается разновидностью кухни Кёнгидо, так как до 1949 года Кэсон входил в эту провинцию, однако после Корейской войны Кэсон отошёл северокорейской администрации, а Кёнгидо — южнокорейской. Поссам кимчхи, пхёнсу (летние манду квадратной формы), синсолло (придворное рагу), соллонтхан (вываренная воловья нога), чхуотханъ (суп с гольцом), чорэнъи ттоккук (суп с тток), умеги (тток с сиропом) и кёнъдан (шарики тток) — основные характерные блюда этой местности. «Умеги», также называемое «кэсонъ чуак» (кор. 개성주악), это праздничное блюдо в Кэсоне, известно своим нежно-ореховым сладким вкусом. Умеги готовят, замешивая рисовую муку с клейкой рисовой мукой на воде, каждый кусочек теста начиняют сосновым орехом или зизифусом, а затем поджаривают на масле и покрывают сиропом.

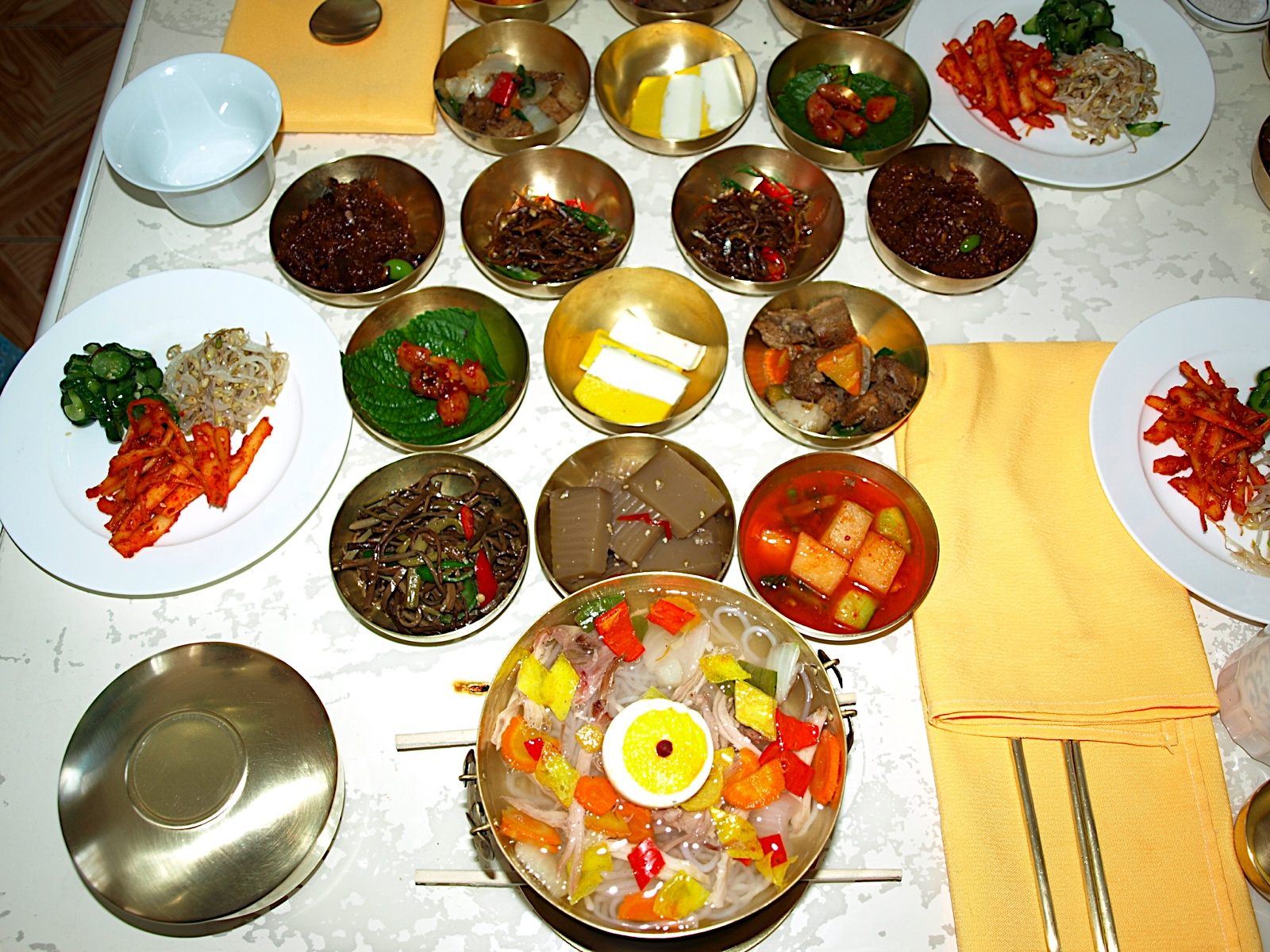
Традиционный приём пищи в Кэсоне.
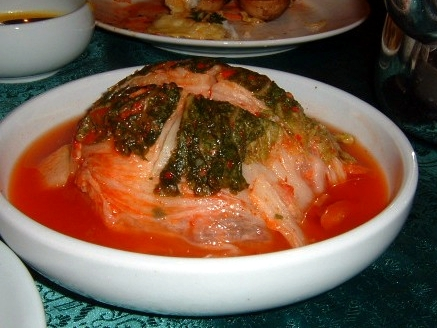
Кэсон поссам кимчхи.
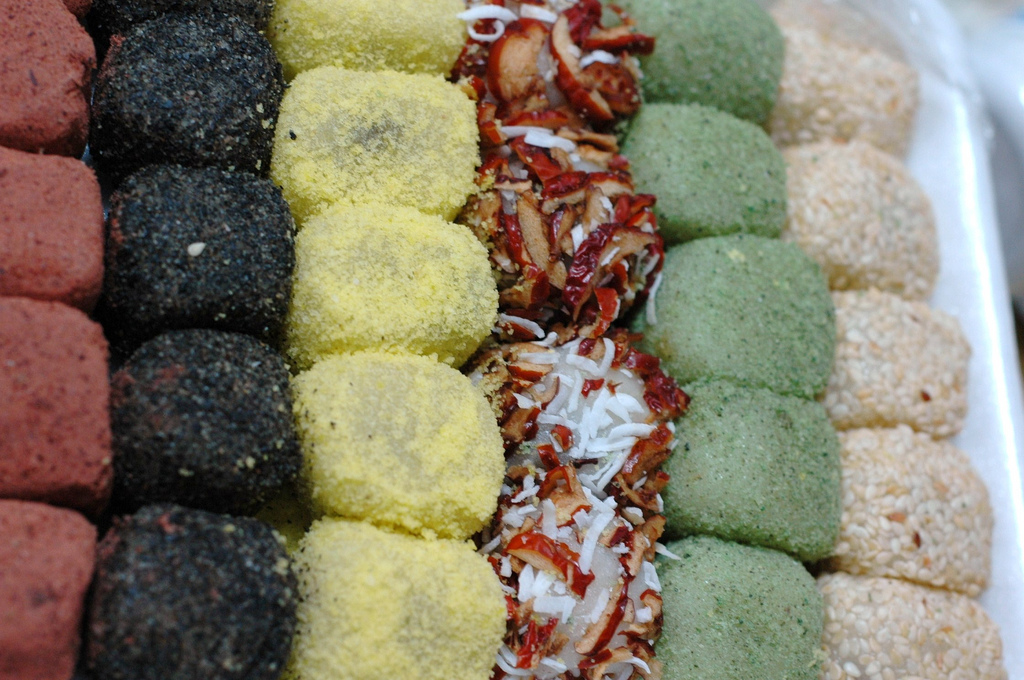
Разнообразные кёнъдан.

### Кёнгидо

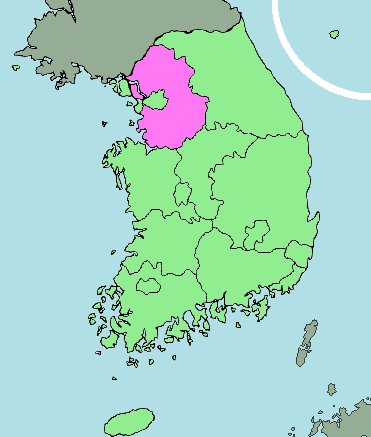
Кёнгидо

Кёнгидо находится в центре Корейского полуострова, раньше в состав провинции входил Кэсон, старая столица Корё. С гор собирают дикие овощи, а из Жёлтого моря вылавливают рыбу и морепродукты. В кухне Кёнгидо много разновидностей чотгаля (рыбный соус), среди них — чогичот (из горбыля) и сэучот (соус из креветок), обе приправы используются при приготовлении кимчхи. Климат в Кёнгидо довольно мягкий, что положительно влияет на урожай, соответственно, существует много блюд из злаков. Огокбап (варёные на пару пять злаков) и чхальбап (клейкий рис на пару́) — основные блюда региона. Хотя Кёнгидо граничит с Сеулом, блюда в провинции более простые, а использование приправ ограничено. Кроме того, на местную кухню повлияли кухни провинций Канвондо, Чхунчхондо и Хванхэдо.
Многочисленны блюда из зерновых с ярким вкусом, например, суджеби (суп с варениками) и помбок (густая каша из нескольких злаков). В них добавляют тыкву, картофель, пшеничную муку или бобы адзуки. Супы с лапшой, в частности, чемуль куксу (лапша в супе с соевой пастой) и мемикаль ссактуги готовятся мягкими с густым бульоном, что составляет контраст с нэнмёном, популярным на севере. Нэнъгонъгук (суп с соевым молоком и варениками) — популярное местное блюдо, распространённое также в Чхунчхондо и Хванхэдо.

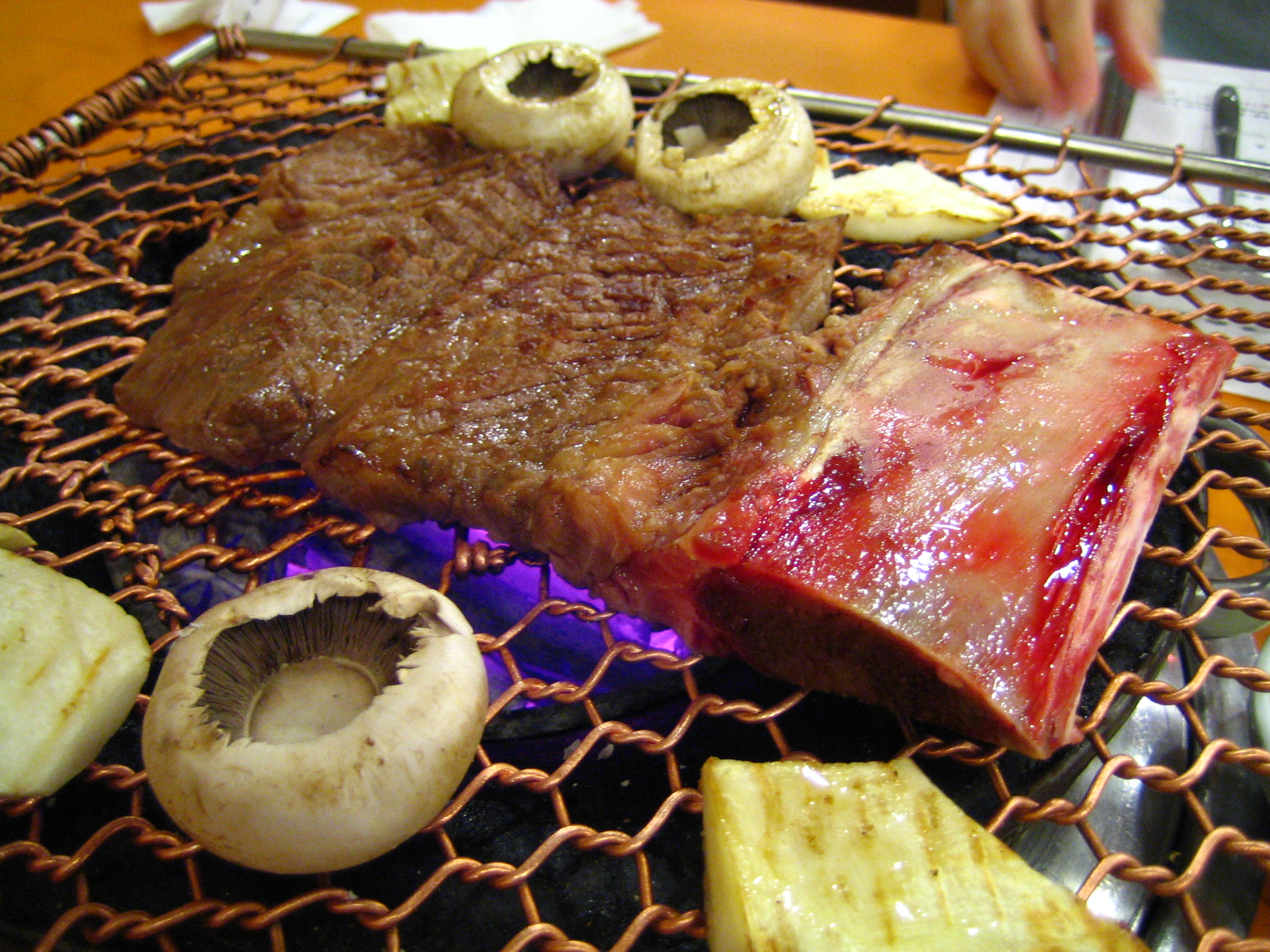
Кальби (рёбрышки на гриле) — особо популярное блюдо Сувона.
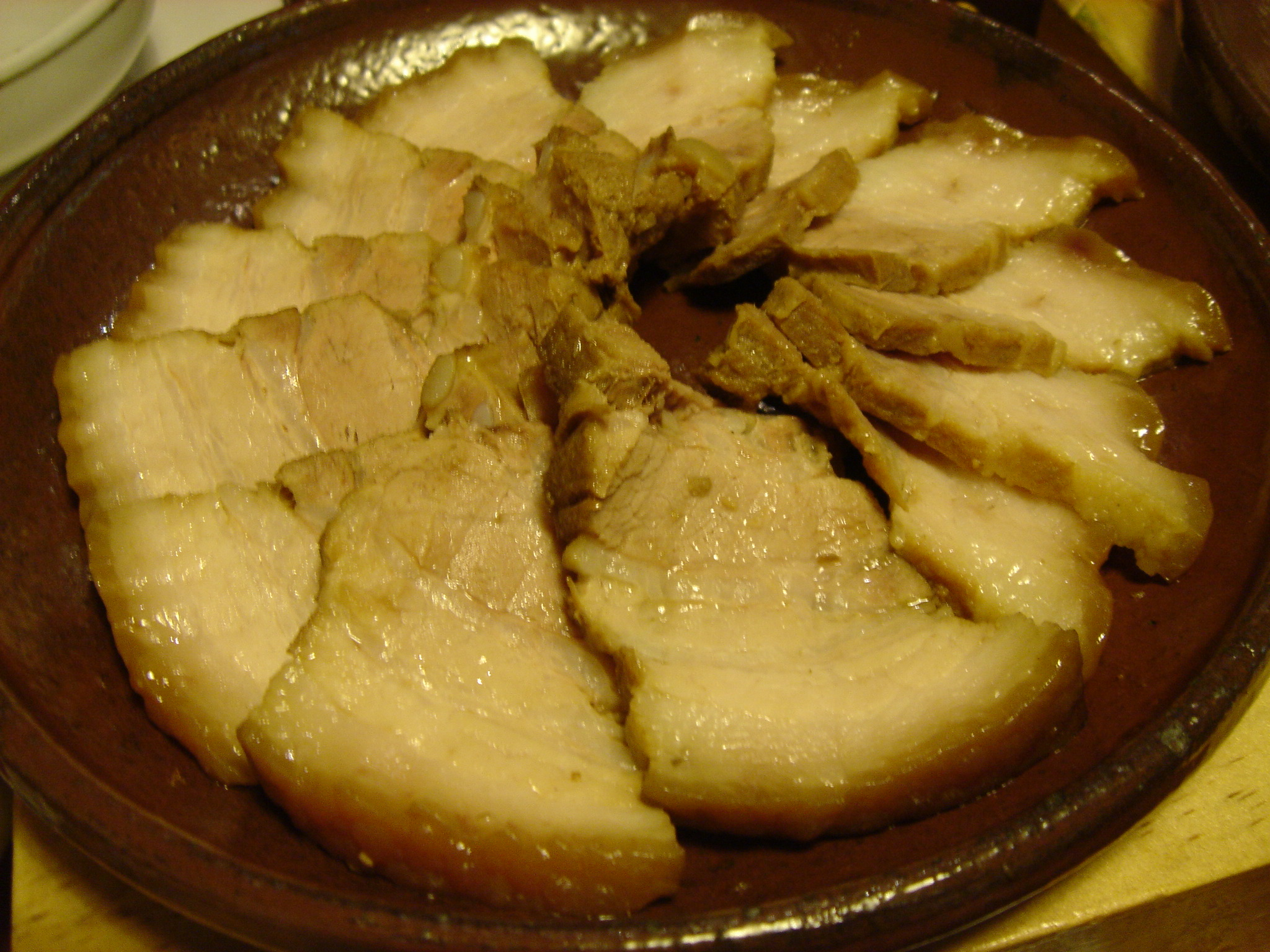
Суюк, мясо на пару́.
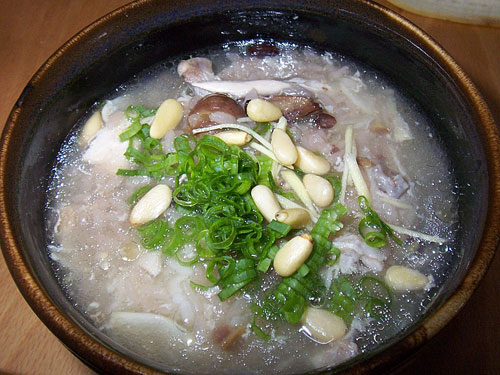
Самгетханъ[англ.], суп с имбирём и курятиной.
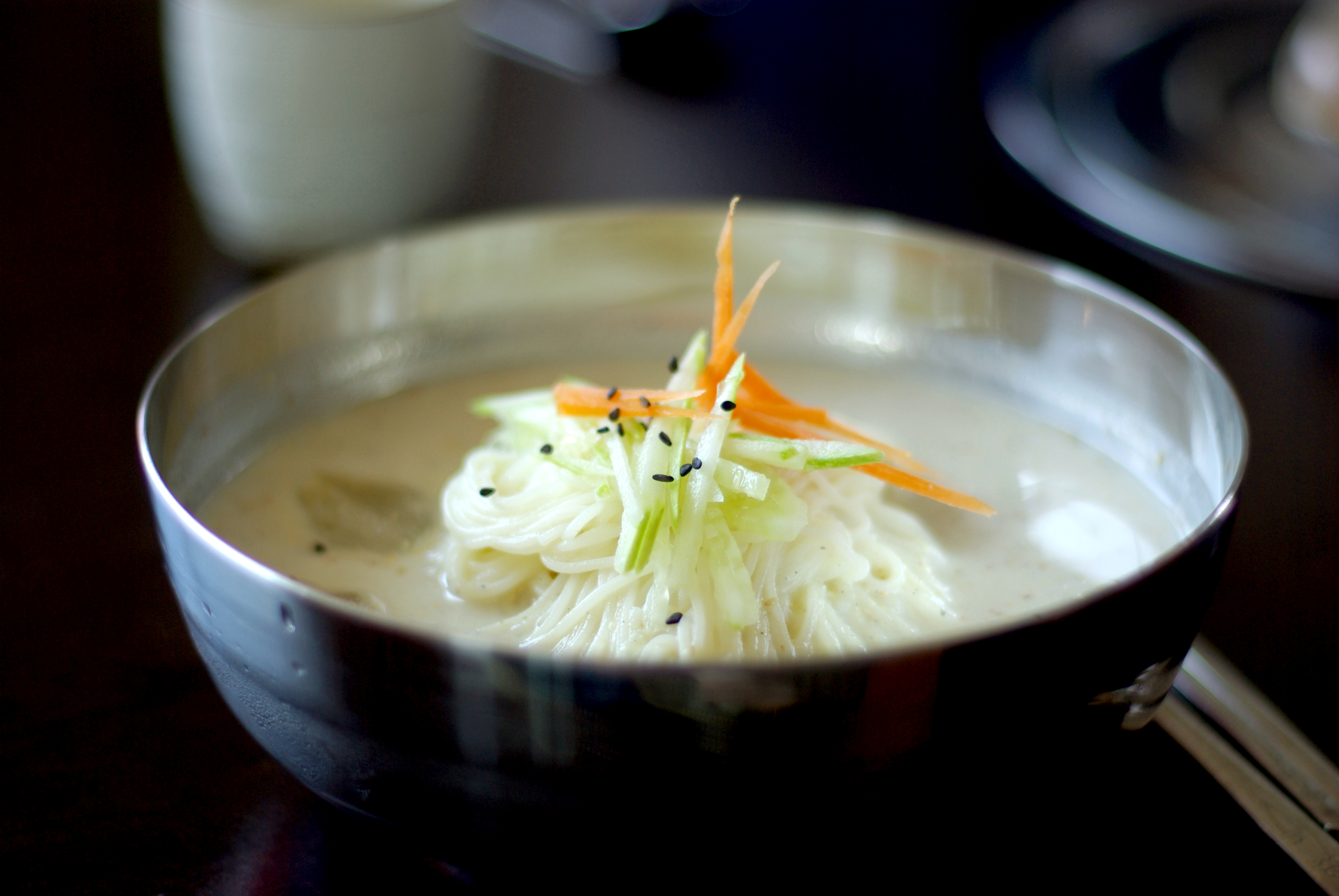
Кхонъгуксу, лапша в соевом молоке.
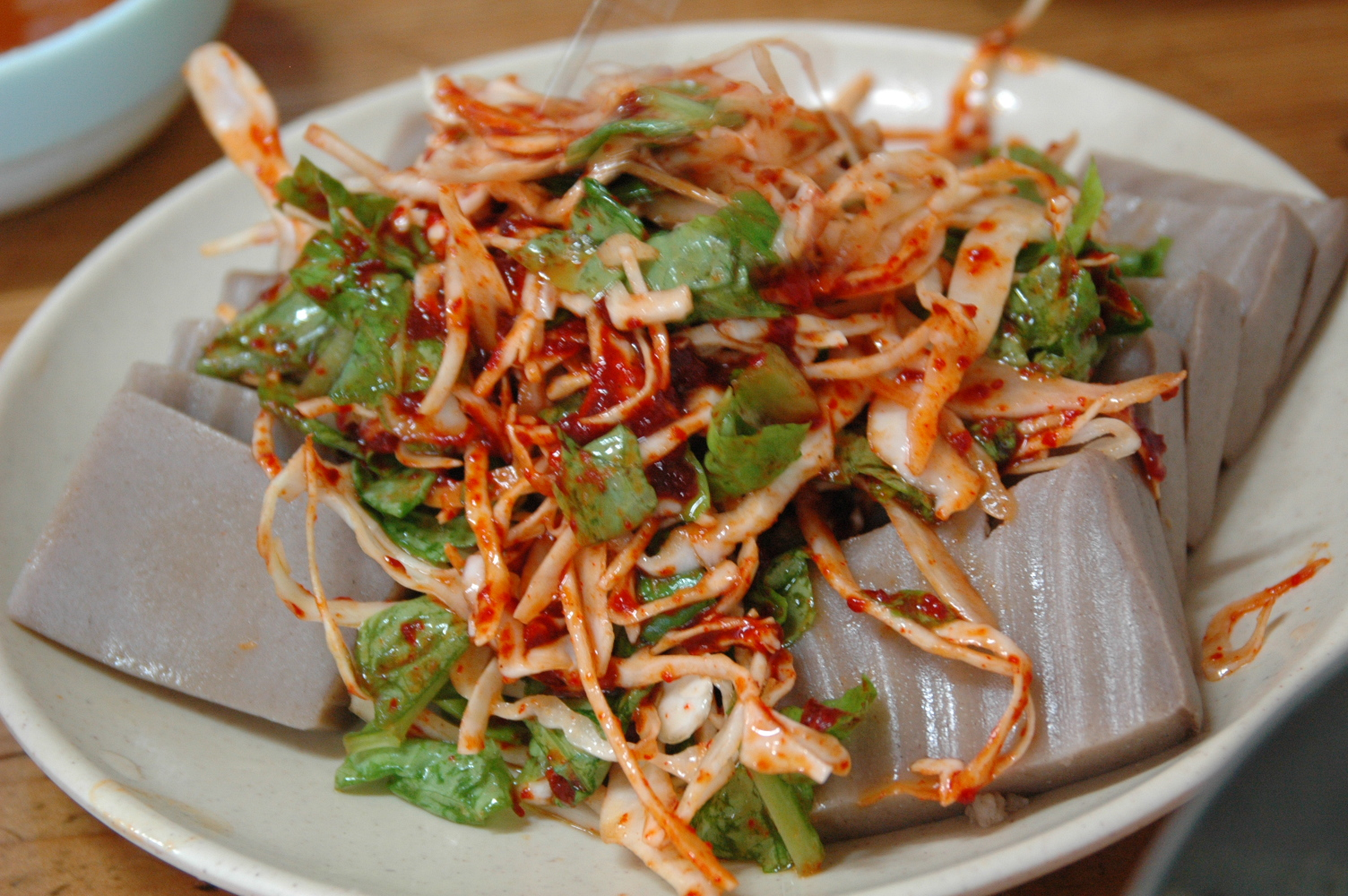
Мемильмук мунчхим, овощи с мемильмуком.

### Сеул

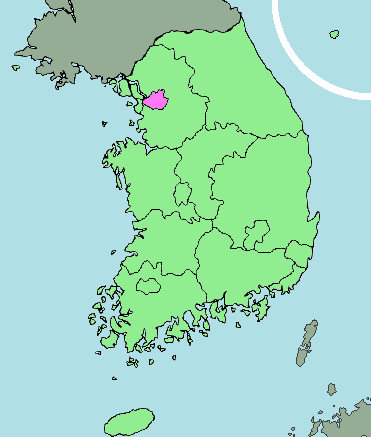
Сеул

Кухня в южнокорейской столице Сеуле развита и экстравагантна, еда готовится в соответствии со строгими стандартами качества. Многочисленные блюда подаются в небольших посудинах, используется множество соусов и специй, но доминирующий вкус не чересчур острый. Типичные первые блюда — соллонтхан (суп из воловьей ноги с рисом), кукпап (суп с рисом), ттоккук (суп с тток), хыкимчатчук (каша из чёрного кунжута), чатчук (каша из кедровых орехов), мемиль манду (манду с тестом из гречихи), сэнчхи манду (манду с мясом фазана) и пхёнсу (квадратные манду с овощами). Самое популярное в Корее и известное из этих блюд — соллонтхан. Он ассоциируется со святыней Соннондан, расположенной в Тондэмунгу, где правители с периода Силла совершали ритуальные жертвоприношения быков. После ритуала люди собирались, чтобы съесть сваренный из быка суп.
Основные блюда сеульской кухни — синсолло, каксэк чонголь (сложное рагу) и юккэджанъ (острый говяжий суп с рисом).
Куджольпхан (салат на особом блюде), Кальбиччим (тушёные рёбрышки), ттокччим (тток, варёные с овощами и мясом), ттокпокки (обжаренные тток с овощами), тушёные в соевом соусе блюда, в частности, хонъхапчхо и чонбокчхо, приготавливаемые, соответственно, с мидиями и морскими ушками; каннап (оладьи из коровьей печени). Сырые блюда, такие как капхве (сырой говяжий рубец), кульхве (хве из устрицы) также являются частью сеульской кухни. Прессованное и сушёное мясо, например, пхёнюк, холодец из бычьего хвоста или грудинки, чокпхён (холодец), очхэ (отварное рыбное филе), юкпхо (говяжье джерки), суран (яйца-пашот), сукчу намуль (бобовые проростки), мугын намуль поккым (сушёные горные овощи), хобаксон (варёные на пару́ цуккини с начинкой), кимссам (роллы в водоросли ким), мэдып чабан (жареная комбу) — сеульские панчханы. Блюда вроде синсолло и куджольпхана ярко демонстрируют сложность и изощрённость сеульской кухни.
Сушёная рыба, кульби, квамеги (полусухая тихоокеанская сайра), амчхи жарятся на гриле или сковороде и добавляются в чон, корейские оладьи. В сеульской кухне много митпанчханов, например, юкпхо (говяжье джерки), чоткаль (солёные квашеные морепродукты) и чанъаччи (соленья). В Сеуле готовят нигде больше не встречающиеся чанъ кимчхи (кимчхи с жидкостью и соевым соусом) и сук ккактуги (кимчхи из дайкона).
В царствование династии Чосон деревни Пукчхон и Намчхон называли «Намджу Пукпёнъ» (남주북병, 南酒北餠), что буквально означает «Намчхон — для выпивки, а Пукчхон — для тток». Тток в Сеуле готовили очень часто, у сеульских тток много разновидностей; одна из известных — «танджа тток» (단자떡), сферические или кубические тток со сладкой начинкой, покрытые сладкой пудрой или тонкими ломтиками фруктов. Танджа тток готовят с зизифусом, полынью, съедобным каштаном, юдзу, гинкго, коткамом (коткам — сушёная хурма), кукушкиными слёзками и соги (Umbilicaria esculenta). Прочие сеульские тток — тутоп тток (두텁떡), с соевым соусом и мёдом, покрытые адзуки, яксик с орехами и зизифусом, санъчху тток с салатом, разноцветный каксэкпхён, нытхи тток (느티떡, 楡葉餠), с молодыми листьями дзельквы, хваджон со съедобными цветами, чуак, поджаренные на сковороде и глазированные, мульхобак тток с тыквой, сольбангуль тток с еловыми шишками.
Типичные корейские сласти — якква, мандугва, мэчакква, ётканъджонъ и тасик. Якква и мэчакква — выпечка из пшеничного теста, замешанного на меду, первое — в форме цветов, мягкая на вкус; второе — хрустящий рулет. Мандугва — манду, начинённые зизифусом и поджаренные в масле. Ётканъджонъ — рисовое печенье, посыпанное орехами, кунжутом или протёртыми еловыми семечками. Тасик — своего рода крахмальный печатный пряник, который едят с чаем.
Частью сеульской кухни считаются разнообразные хвачхэ (безалкогольные холодные фруктовые пунши из фруктов, цветов, тток и прочего). Кроме того, травяные чаи с имбирём и корицей, женьшенем, дудником, семенами сенны. В придворной корейской кухне чехотханъ — чай с мёдом — считался лучшим напитком для лета. Оквачха, что буквально означает «пять фруктов», готовится с каштанами, грецкими орехами, семенами гинкго, зизифусом и имбирём.

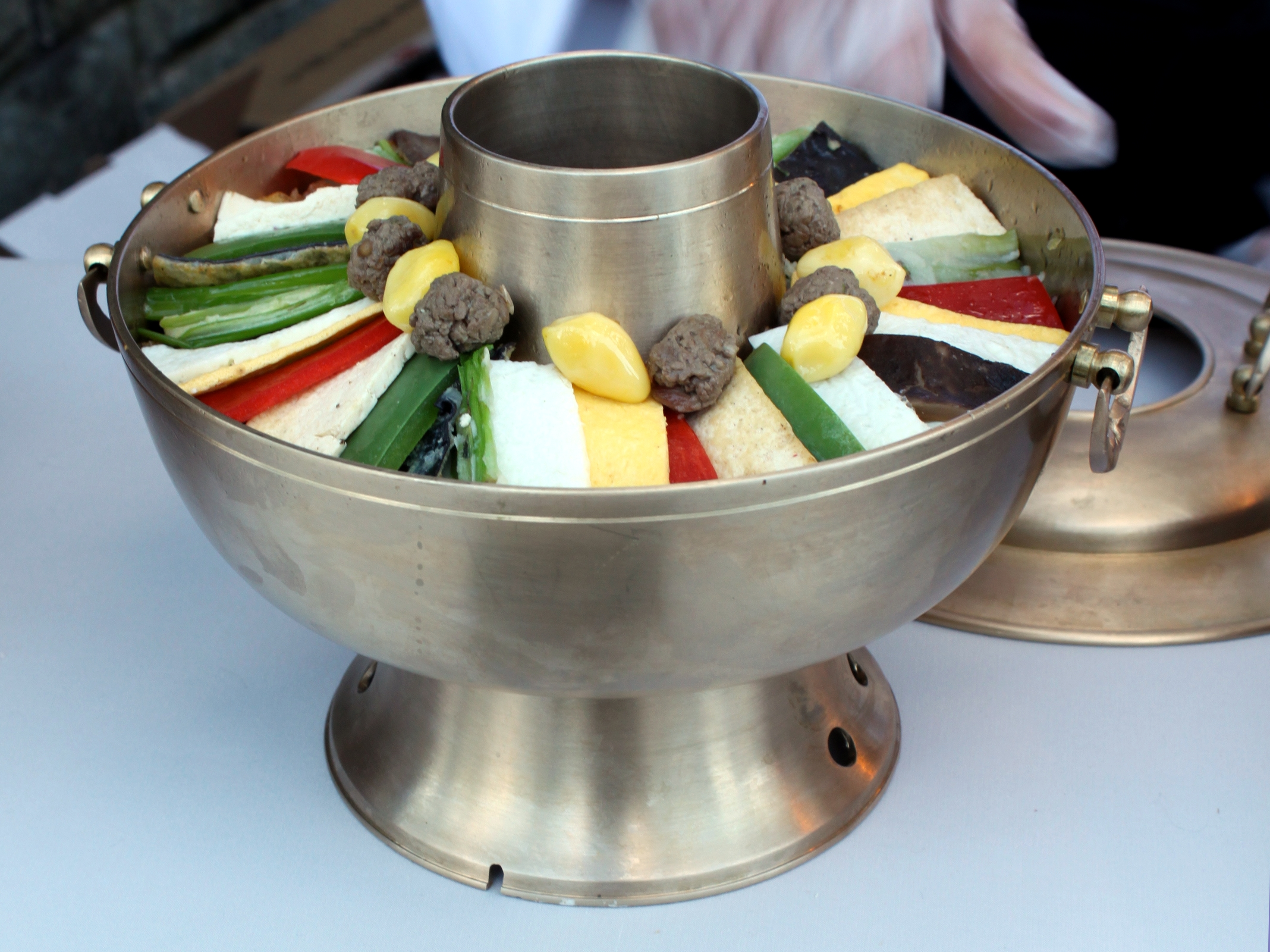
Синсолло
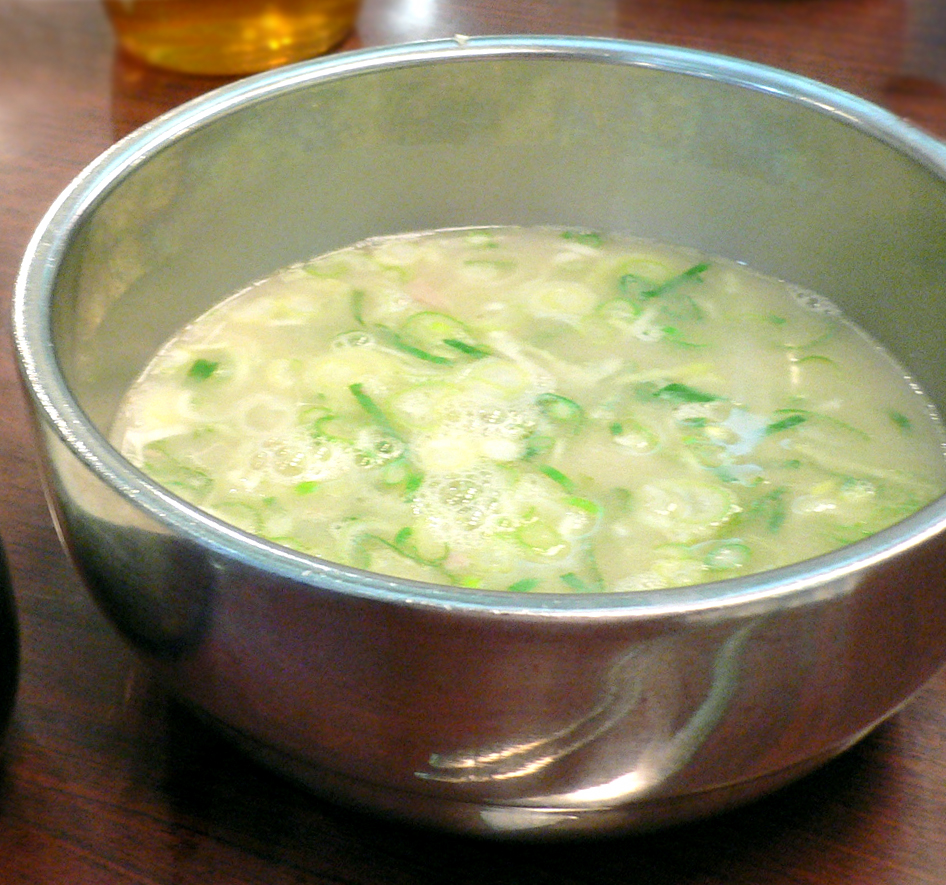
Соллонтхан
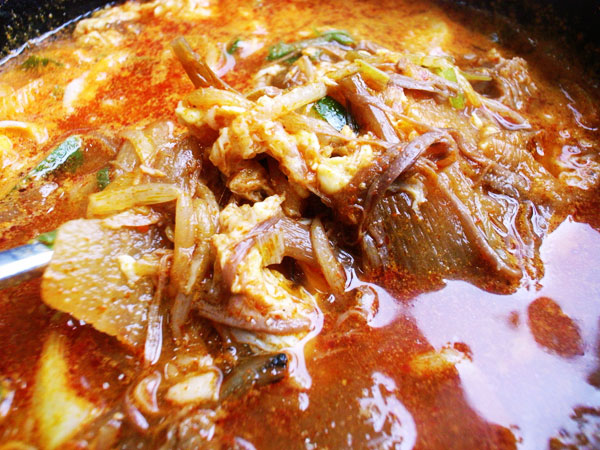
Юккэджанъ
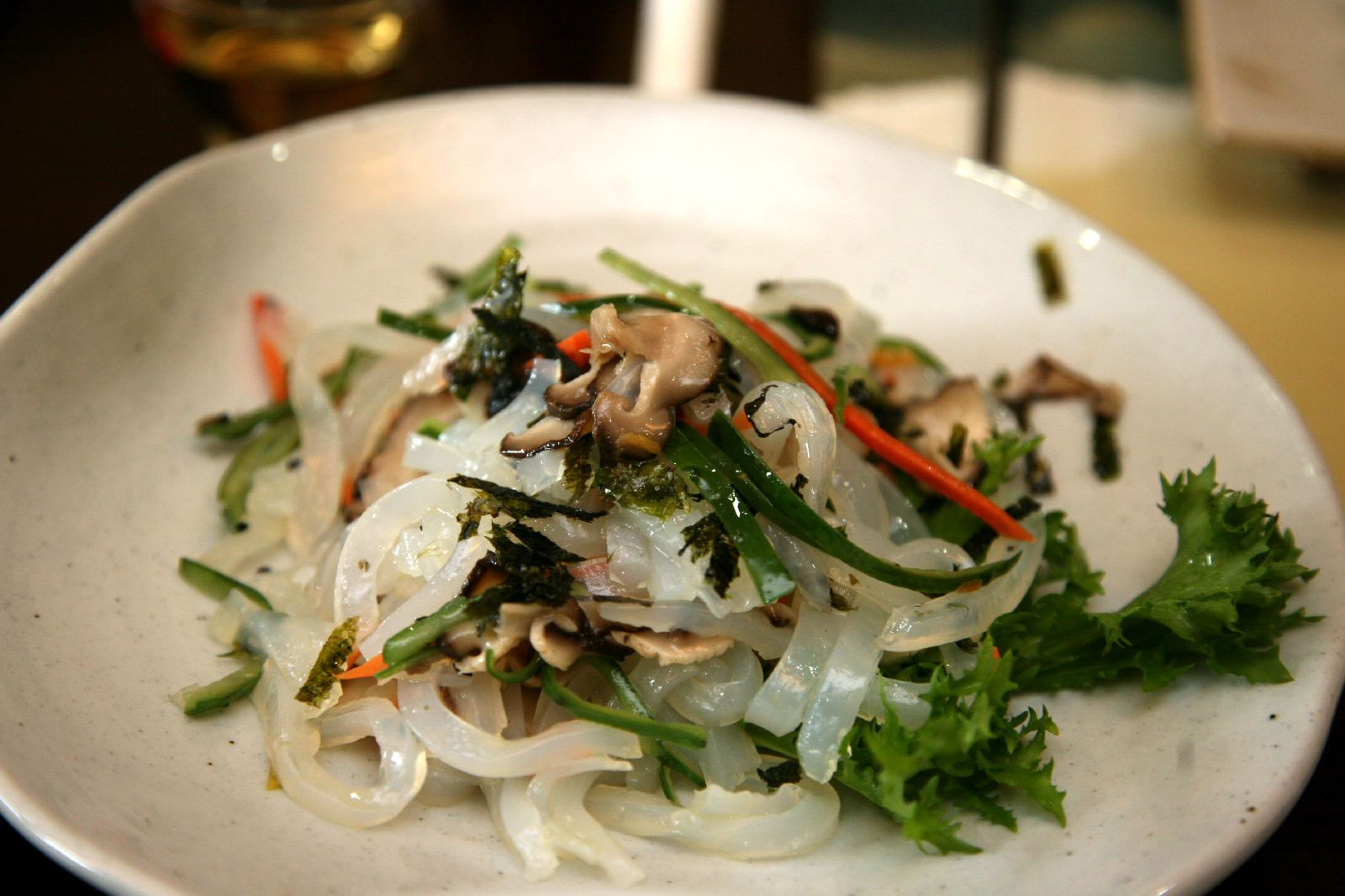
Тханъпхёнъчхэ, желе из маша, поданное с овощами

### Чхунчхондо
Чхунчхондо состоит из провинций Чхунчхон-Пукто, не имеющей выхода к морю, и Чхунчхон-Намдо, выходящей к Жёлтому морю. Несмотря на различие в географическом расположении, большинство населения занято в сельском хозяйстве, и в кухне этих провинций имеется много общего. В Чунчхондо собирают большие урожаи зерновых, а из Жёлтого моря вылавливают много рыбы. В период Трёх корейских государств (57 до н. э. — 668 н. э.), ячмень и просо были основными продуктами питания в, соответственно, Силла и Когурё; рисом же питались в Пэкче. Чунчхондо была главной провинцией Пэкче.

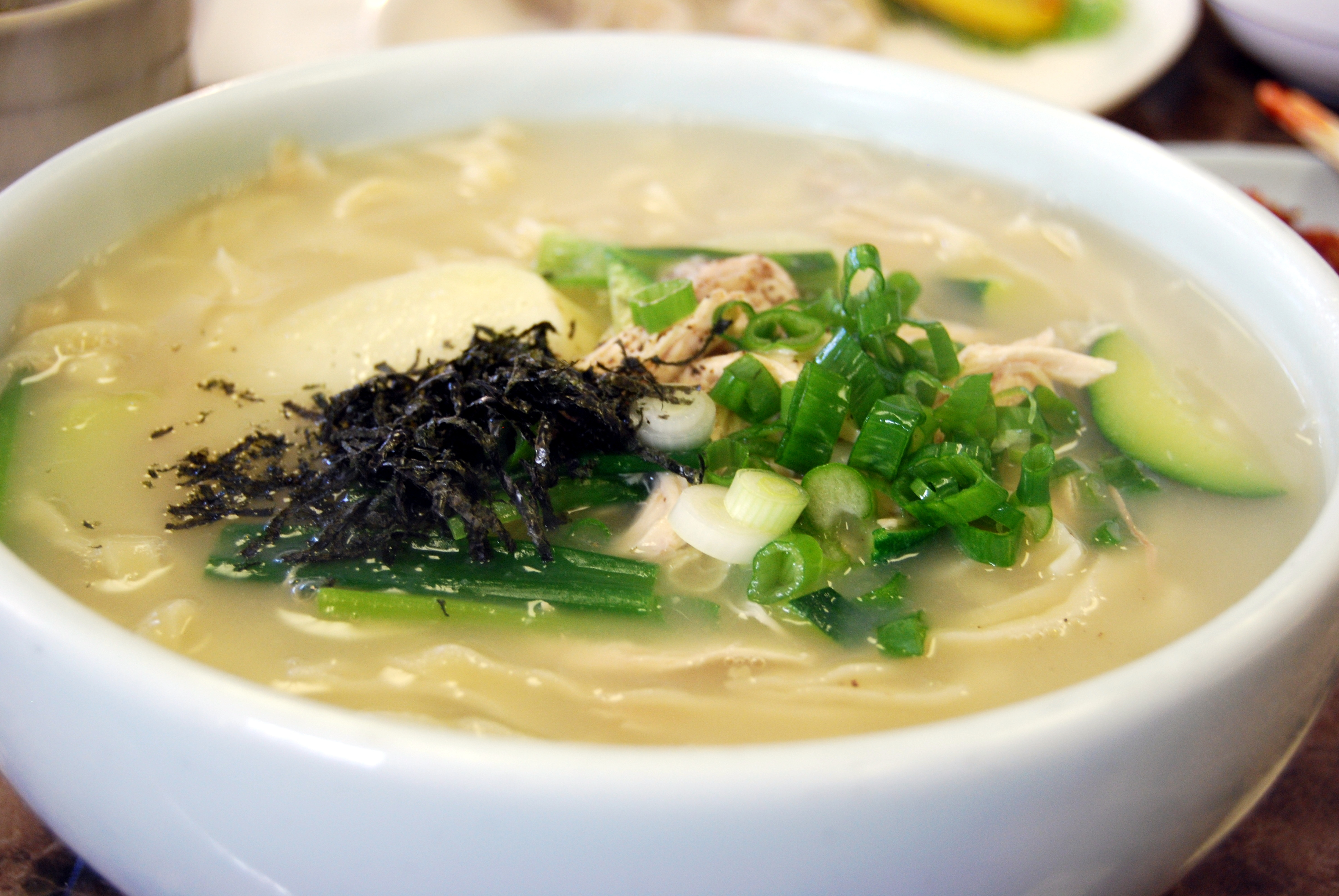
Кхальгуксу (칼국수)
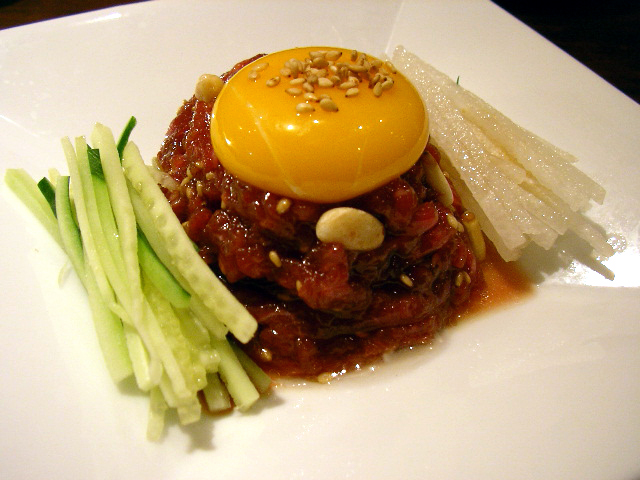
Юкхве, сырая говядина с приправами
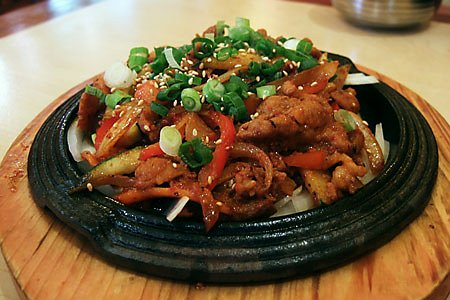
Чеюк поккым, жареная в кочхуджане свинина
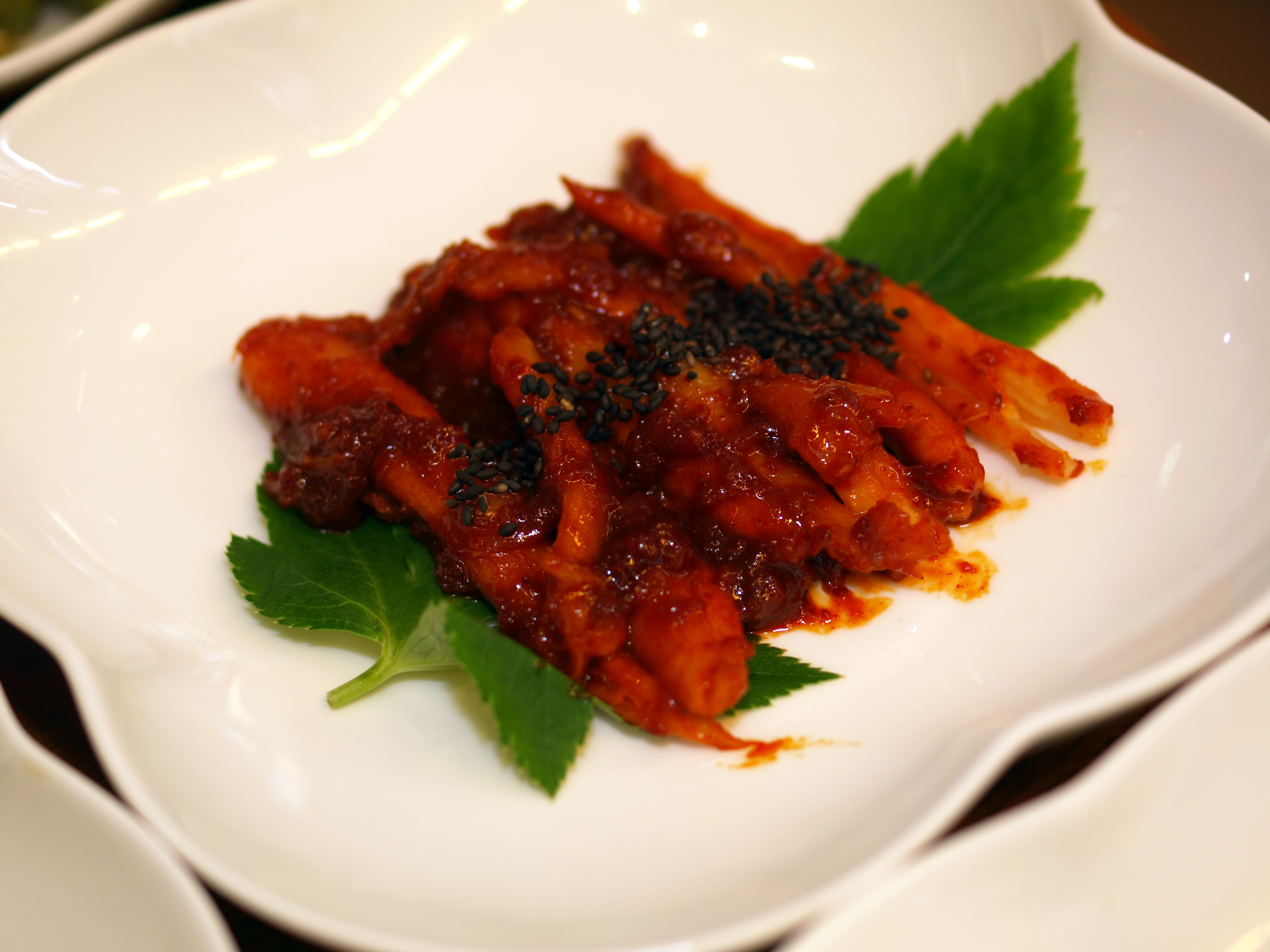
Тодок куи, китайский колокольчик на гриле
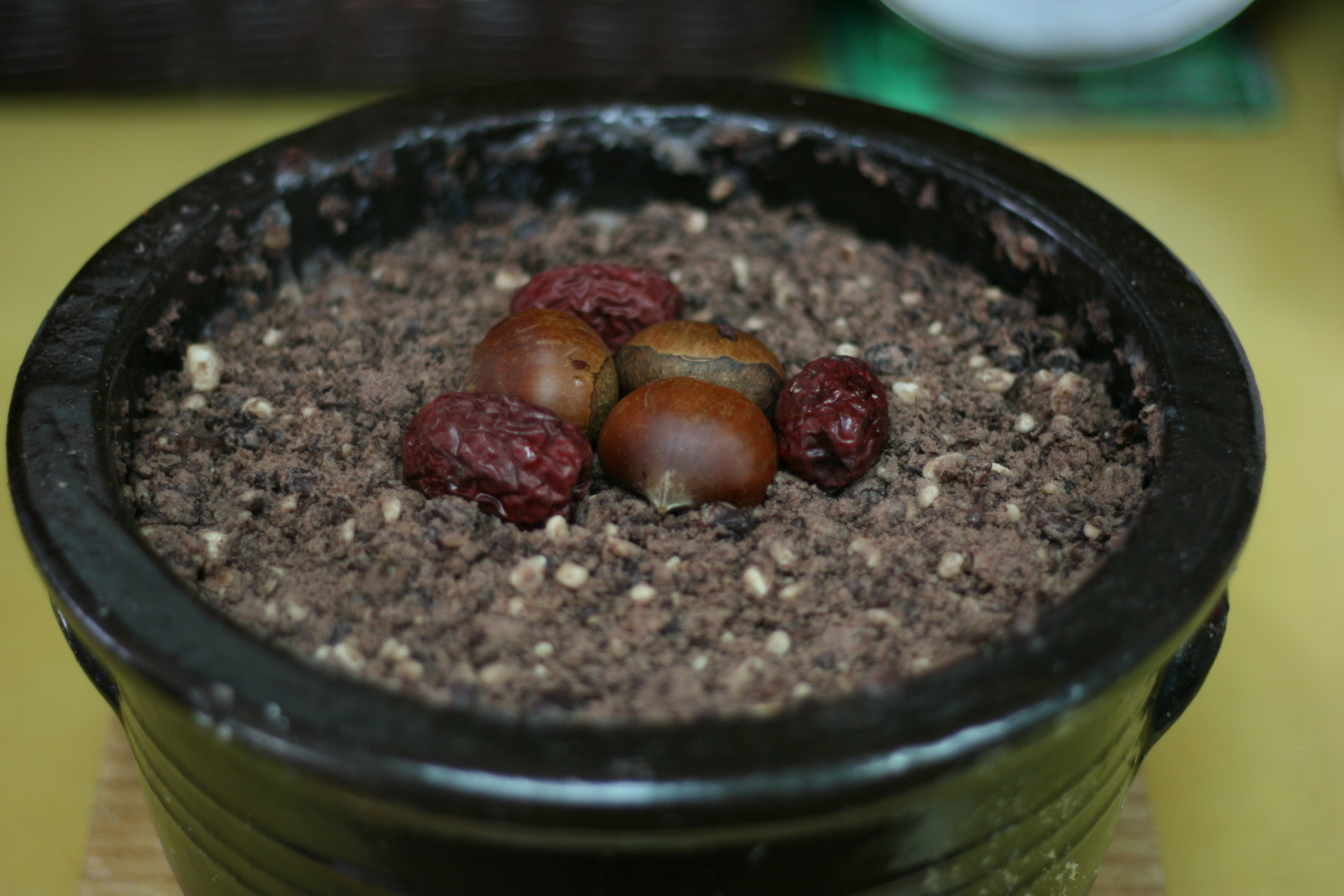
Пхат сирутток[англ.], варёный на пару́ рисовый пирожок, покрытый бобами адзуки

## Юг

### Чолладо
Кухня юго-западного региона Чолладо, состоящего из провинций Чолла-Пукто и Чолла-Намдо, знаменита своей пышностью, сравнимой с кухней Кэсона. В то время как кэсонская кухня, сохраняющая традиции династии Корё, очень консервативна, чолладоская кухня содержит множество блюд, которые подавали янбанам династии Чосон. В Чолладо расположена плодородная равнина Хонам, на которой собирают богатый урожай риса. Расположенные с запада и востока Жёлтое и Восточно-Китайское моря являются источником разнообразных морепродуктов.

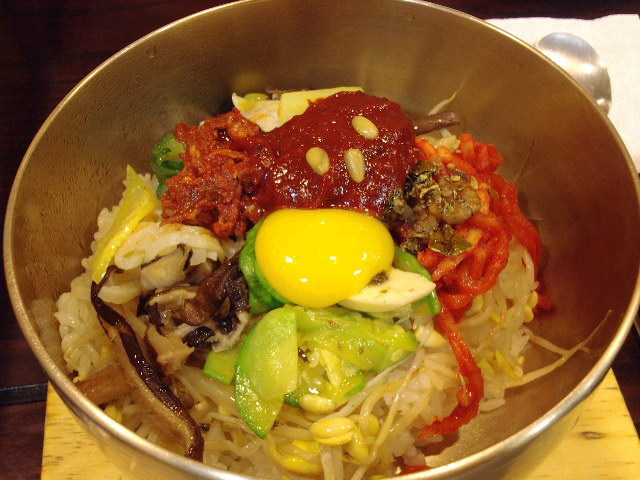
Чхонджу пибимпап
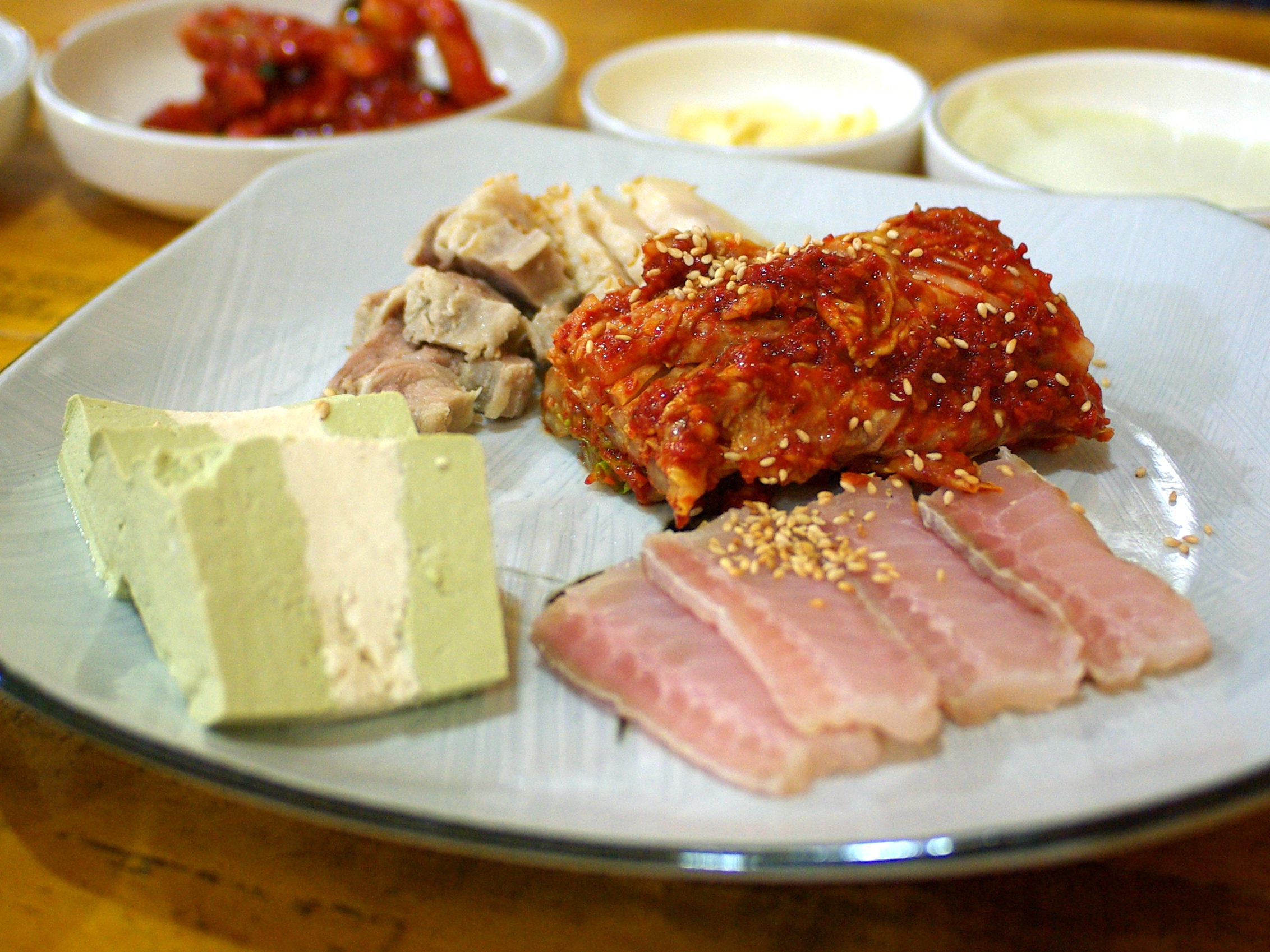
Самхап (букв.: «три комбинации») свинина, кимчхи и хве
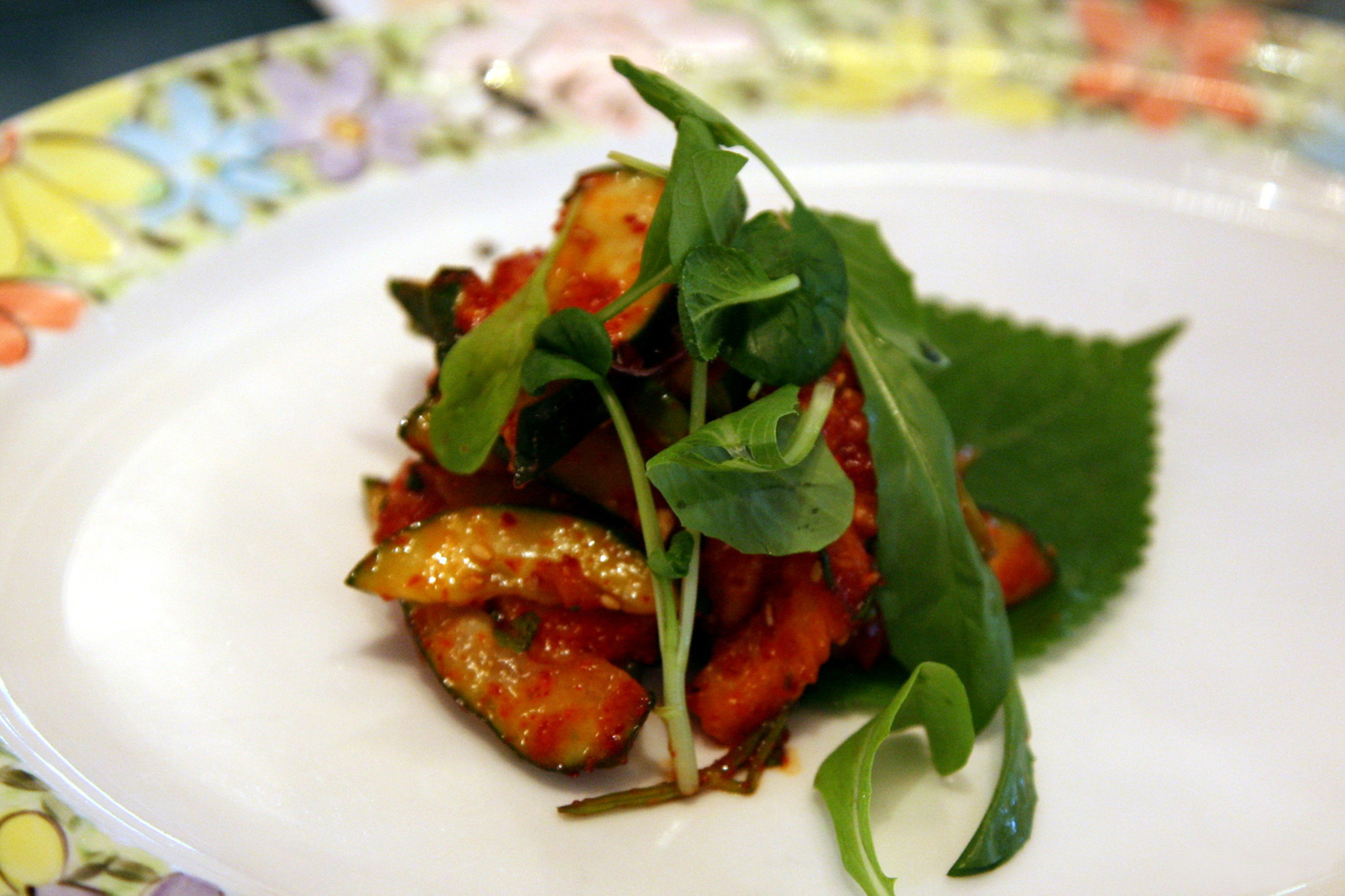
хонъохве чхомучхим, скат под кисло-острым соусом
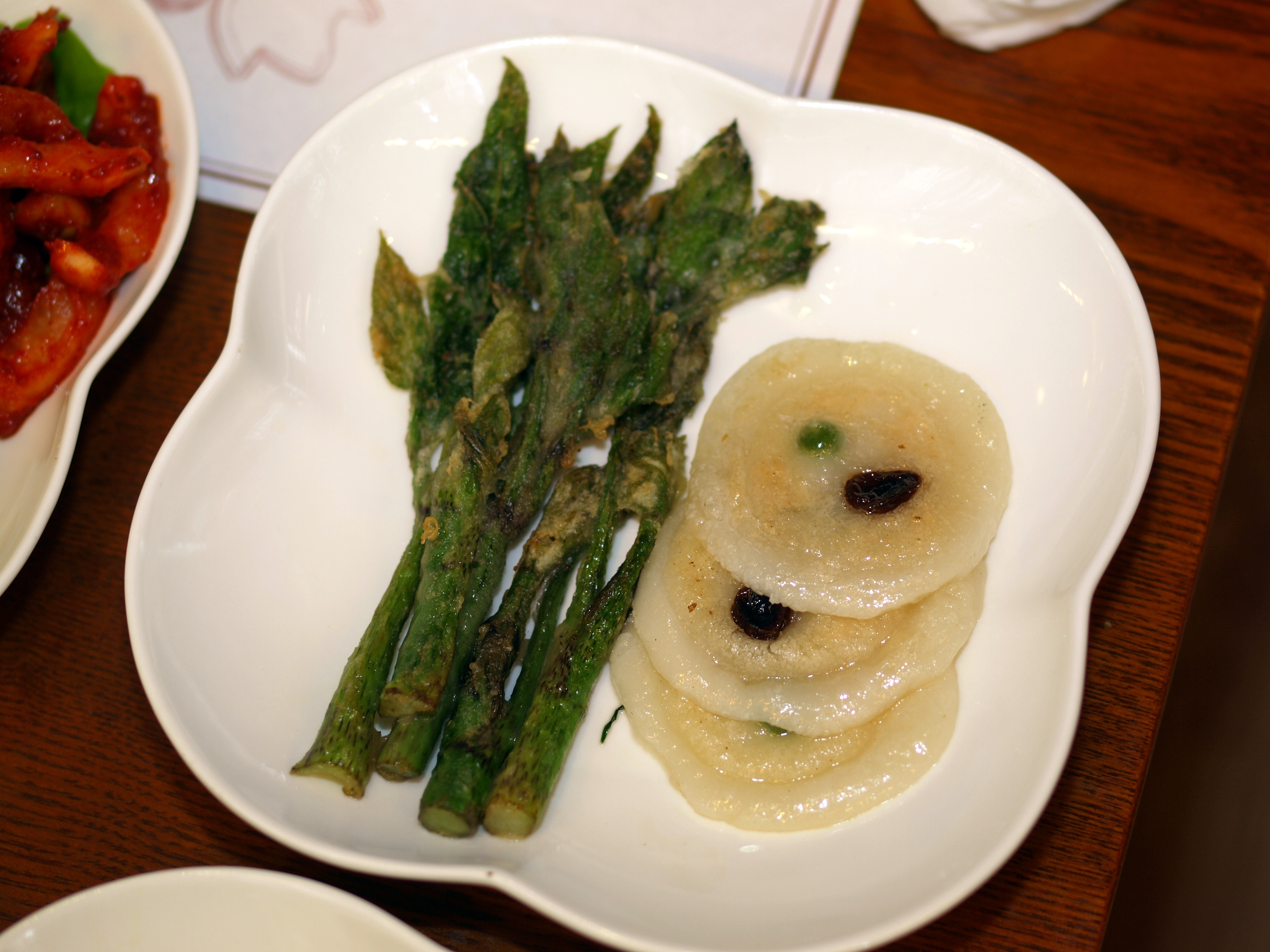
Турып пугак (жареные побеги аралии) и чхаль чонъпёнъ, оладьи из клейкого риса.
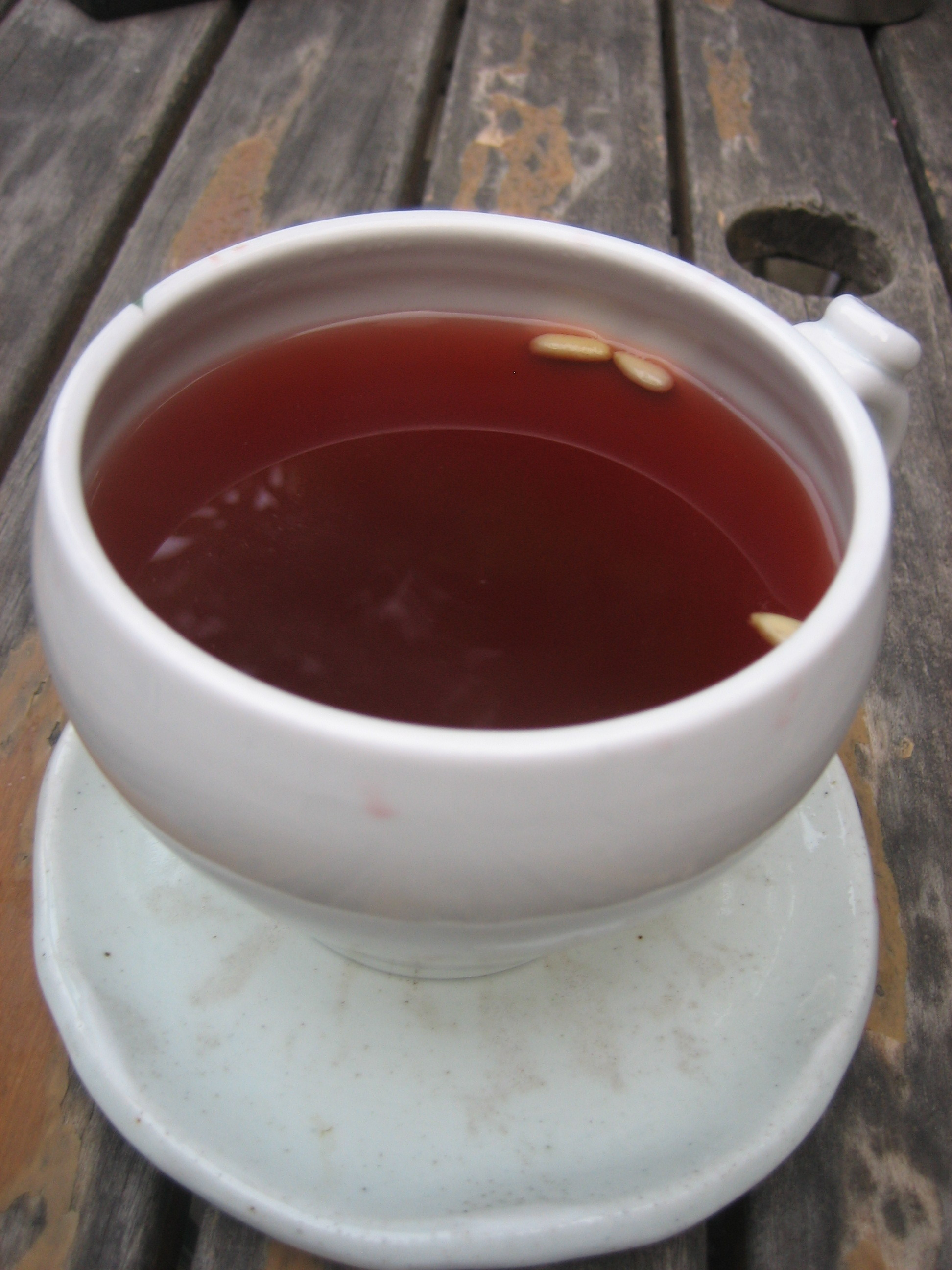
Суджонъгва, пунш из хурмы

### Кёнсандо
Кёнсандо после разделения Кореи была поделена на провинции Кёнсан-Пукто и Кёнсан-Намдо. Этот регион климатически близок Чолладо, но виды вылавливаемой рыбы и морепродуктов разнятся в этих двух регионах, кроме того, в Кёнсандо гораздо большее место в кухне занимает рыба. В Кёнсандо готовят много хве из различных морепродуктов, супы со свежей рыбой, мёльчхи ёт (ферментированные и солёные анчоусы) — самый распространённый чотгаль. Блюда подают не очень богато декорированными, но к ним подают множество приправ, поэтому еда в общем более солёная, чем в Чолладо. Местные жители предпочитают мягкую лапшу из соевых бобов.
Андон, где процветала корейская конфуцианская традиция, знаменит разнообразием деликатесов. Кроме «анъдон ччимгак», здесь придумали хотджесапап, андонское соджу, солёную макрель, а также острое сикхе.

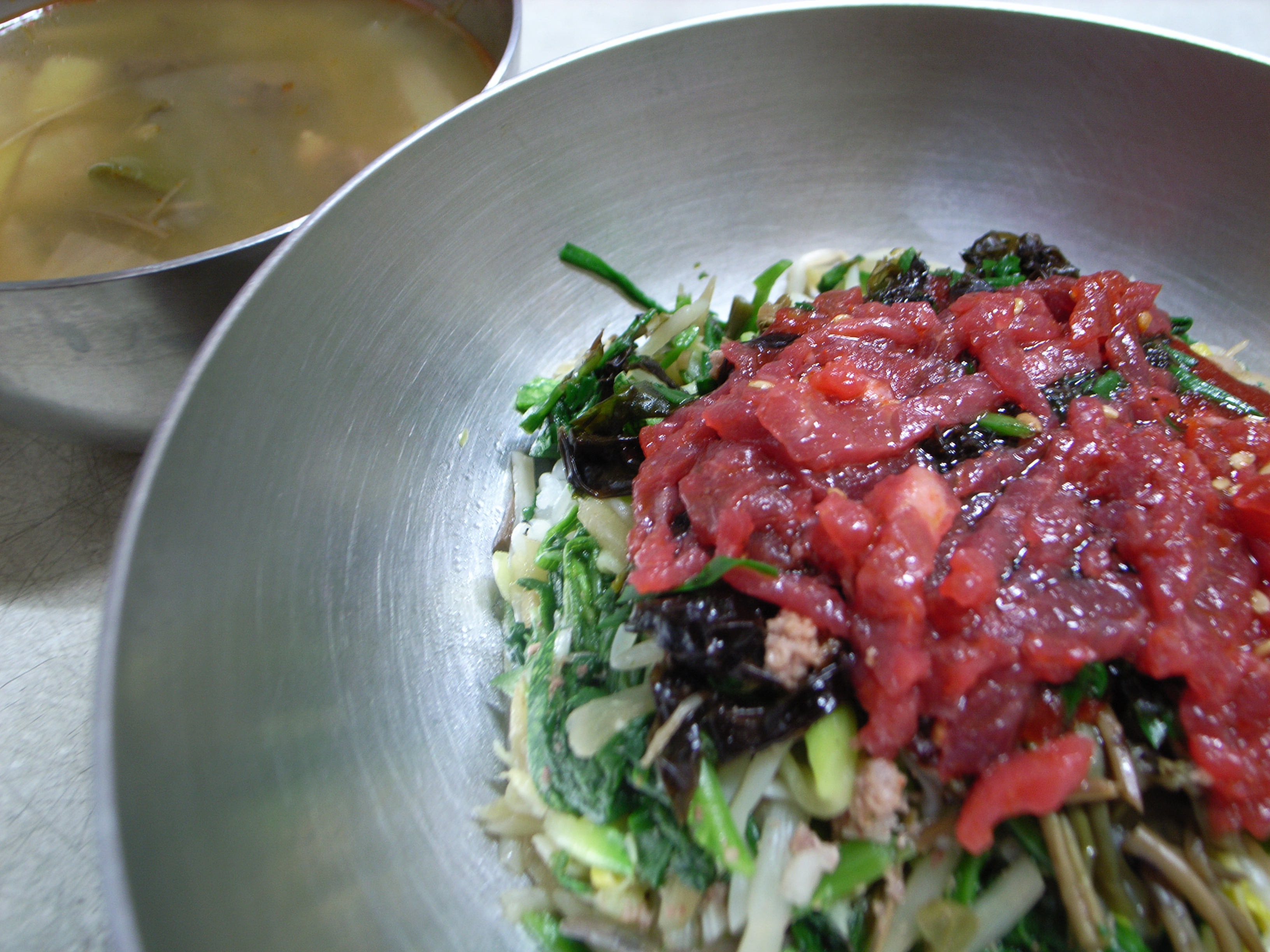
Чинджу пибимпап
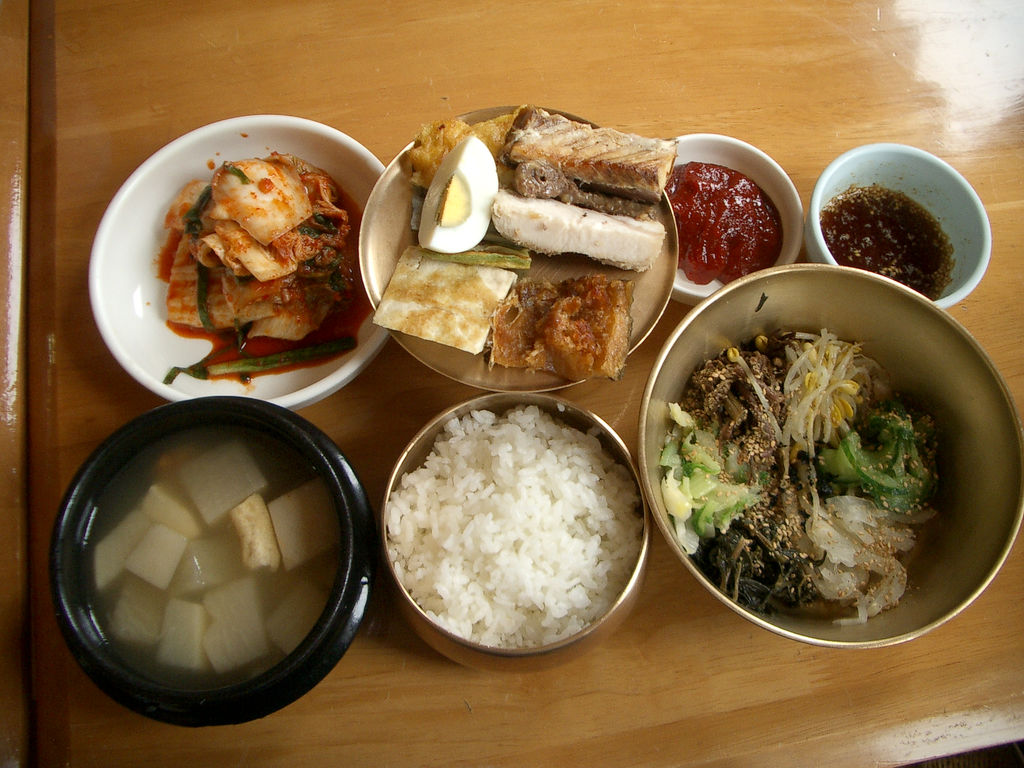
Хотчесабап
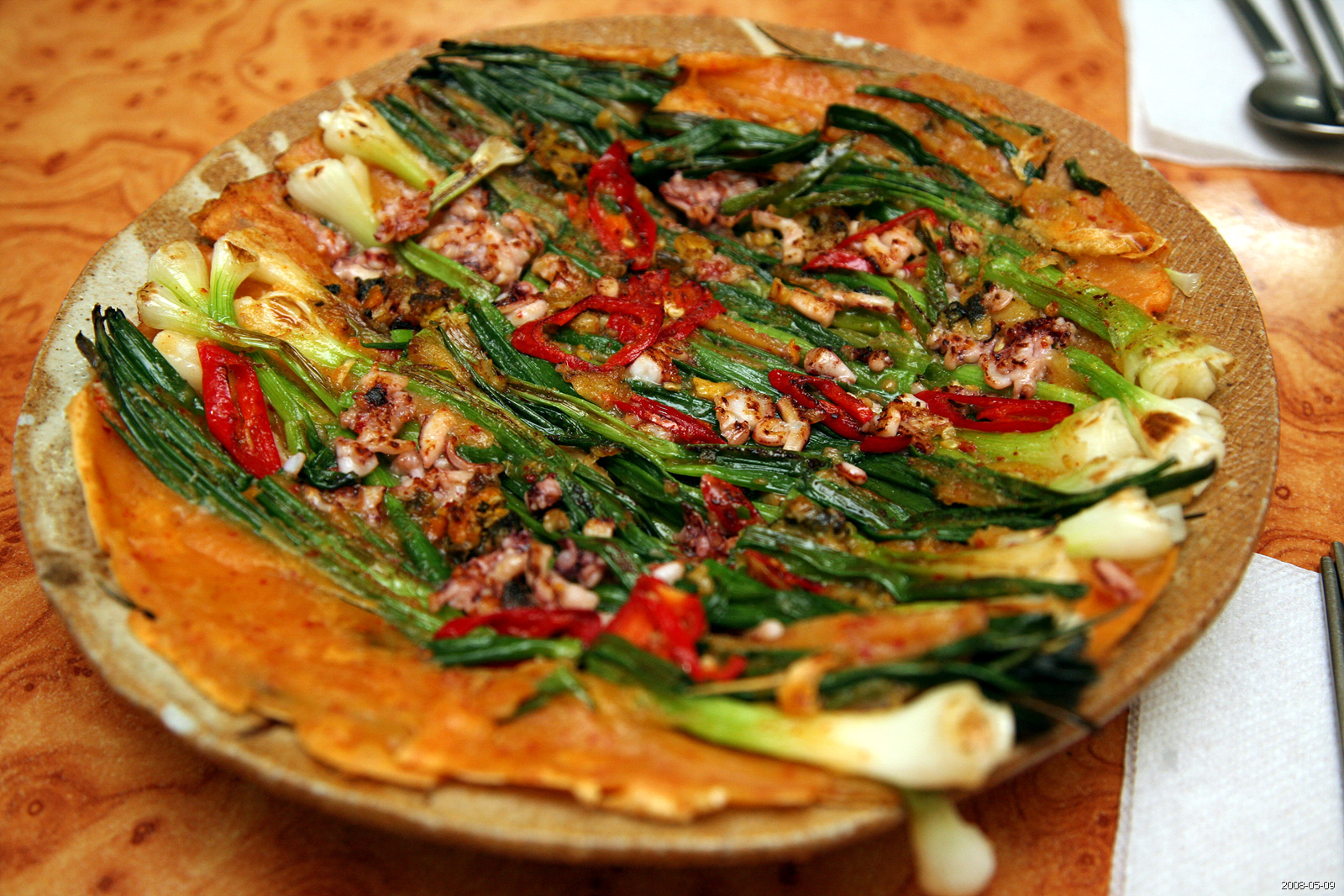
Тонънэ пхаджон, чон с зелёным луком, пусанское блюдо
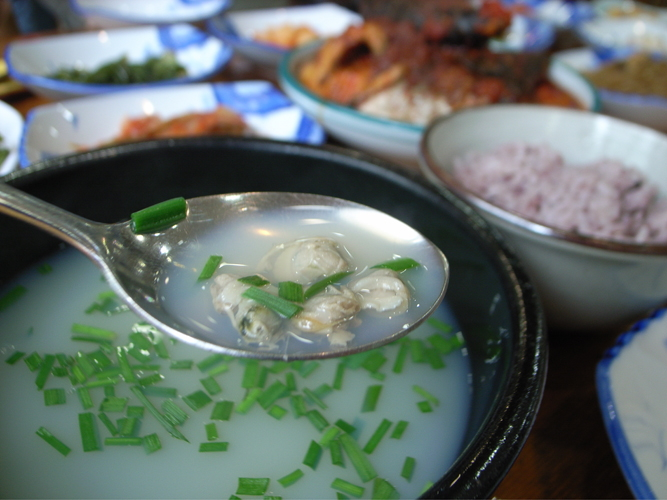
Чэчхопкук, прозрачный суп с ракушками
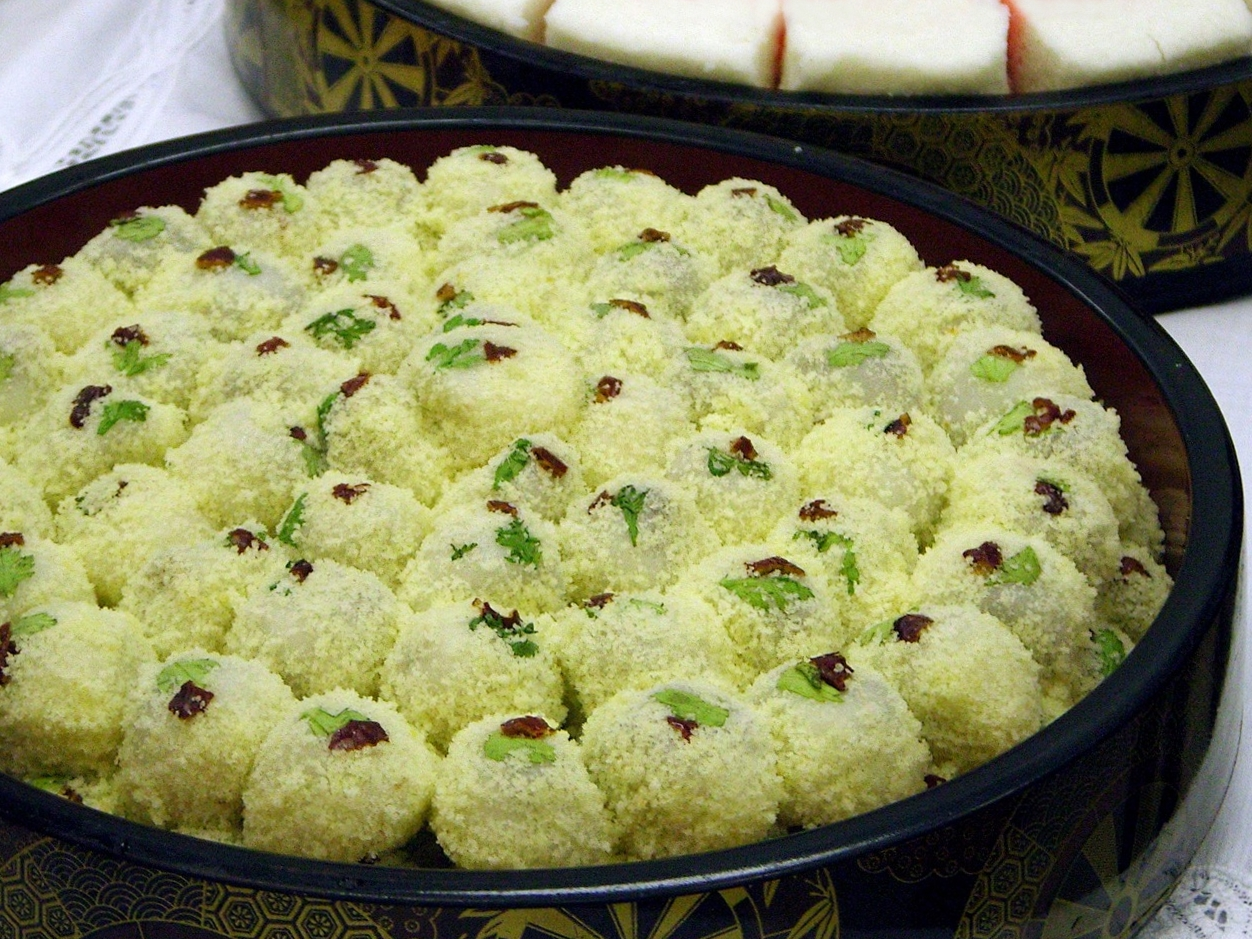
Пупён

### Чеджудо

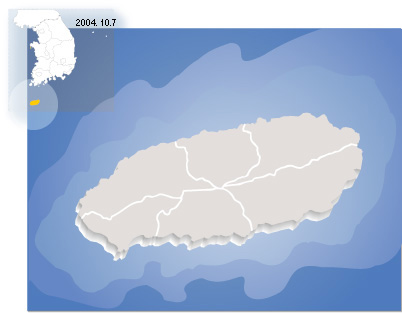
Карта Чеджудо

Чеджудо — самый южный и самый большой остров, принадлежащий Корее. Из-за недостатка пресной воды заливные поля занимают лишь небольшую площадь, а основные посевы зерновых, таких, как пшено, ежовник, ячмень. Чеджудоский стол состоит из чапкокпап (миска с несколькими зерновыми, варёными на пару́) с панчханами (они называются «чабан»); кроме того, часто подают суп с твенджаном, например, пэчхугук с пекинской капустой, конънипкук с листьями сои, мугук с дайконом. Блюда Чеджудо обычно солёные на вкус, для сервировки не характерно украшательство. Хве из рыбы также употребляют почти в каждый приём пищи. Тёплый климат Чеджудо повлиял на изготовление кимчхи: здесь необязательно заготавливать кимчхи перед зимой, и местные едят очень мало кимчхи. Характе́рные блюда Чеджудо — каши с рыбой, морепродуктами или грибами: чонбокчук с морским ушком, октомчук с Hoplolatilus marcosi, кеджук с крабами, кинъгиджук с небольшими крабами банъге (Helice tridens), мэёксэджук с молодой вакамэ, а также чхогигук с сиитакэ.

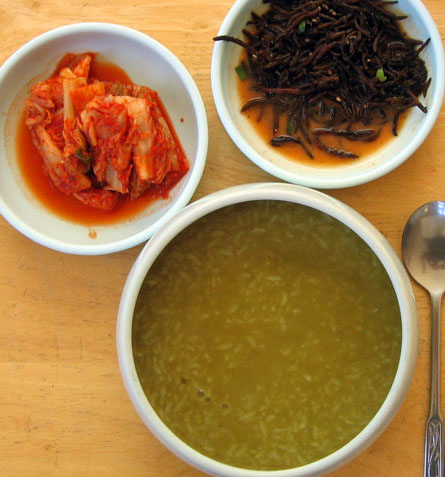
Чонбокчук
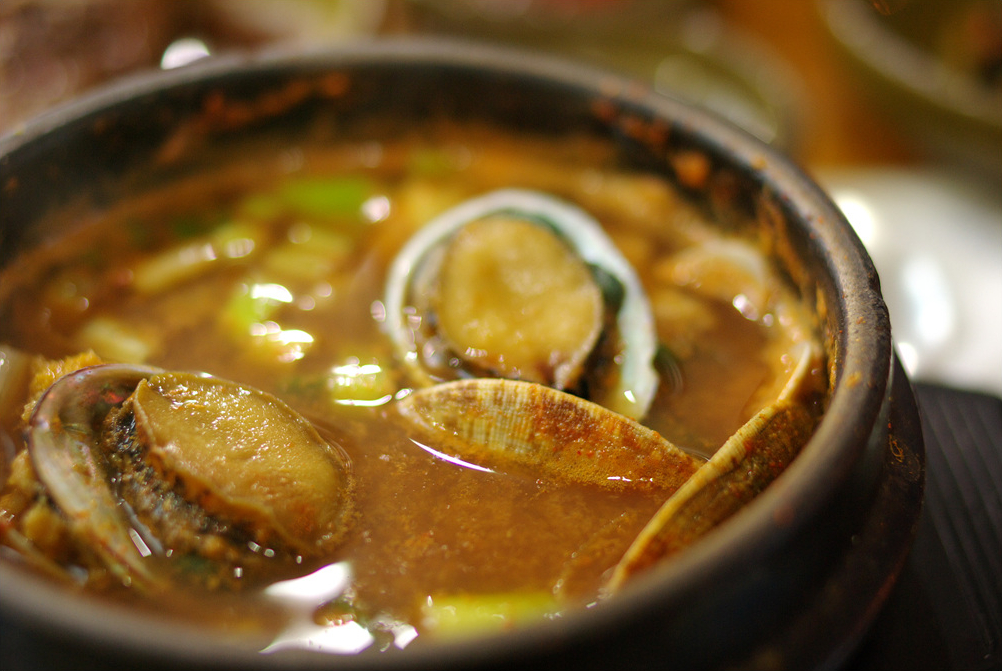
Обунджаги ттукпэги, тушёные морские ушки разных цветов
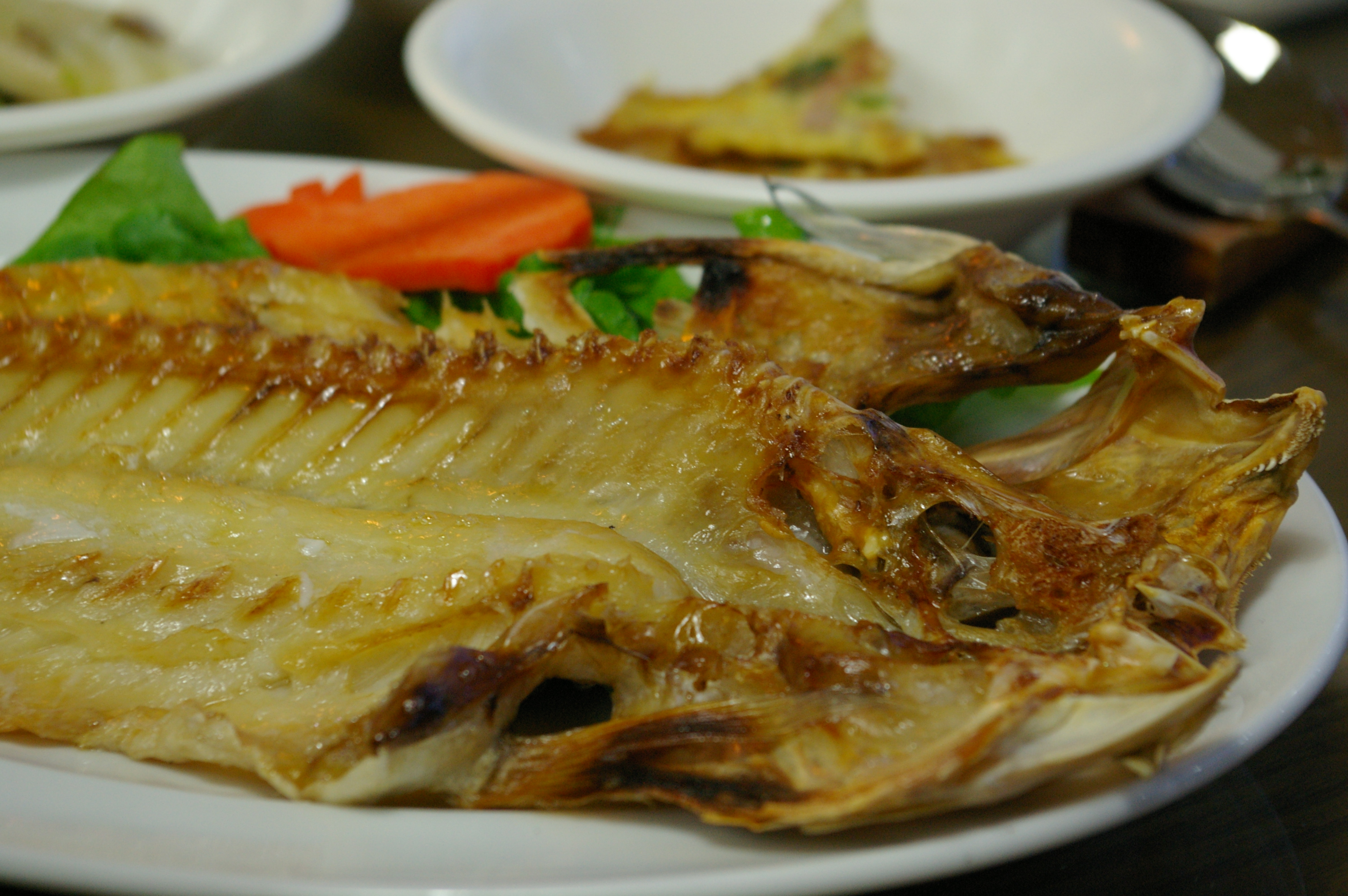
Октом куи, рыба семейства Malacanthidae на гриле
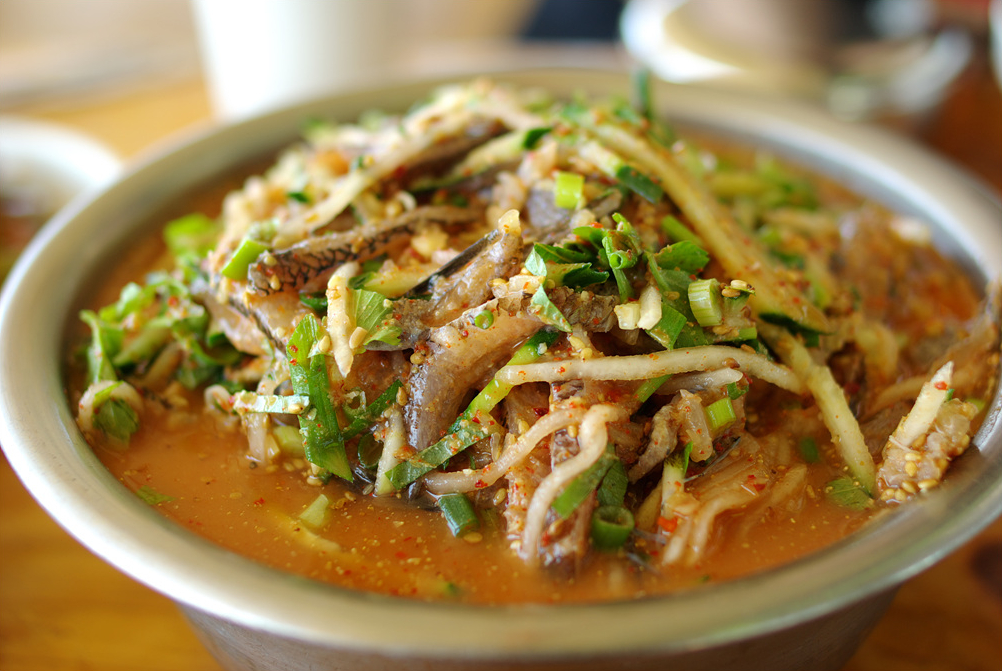
Чари мульхве, хве с соусом из соевого и воды, приготовленное из (Chromis notata).
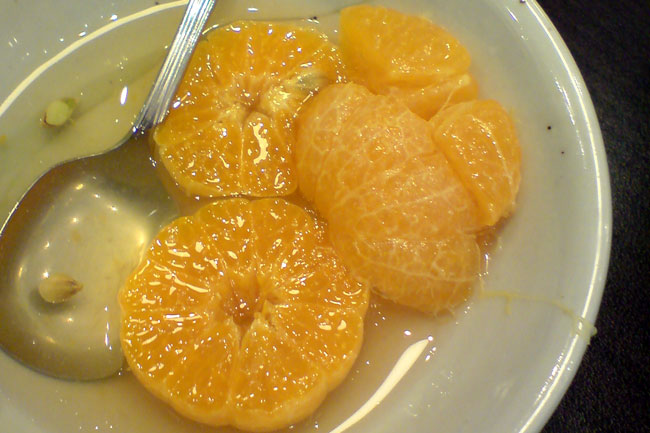
Мильгам хвачхэ, фруктовый пунш с мандарином